# Lijst van personen overleden in 1962
Dit is een lijst van personen die zijn overleden in 1962.

## Januari

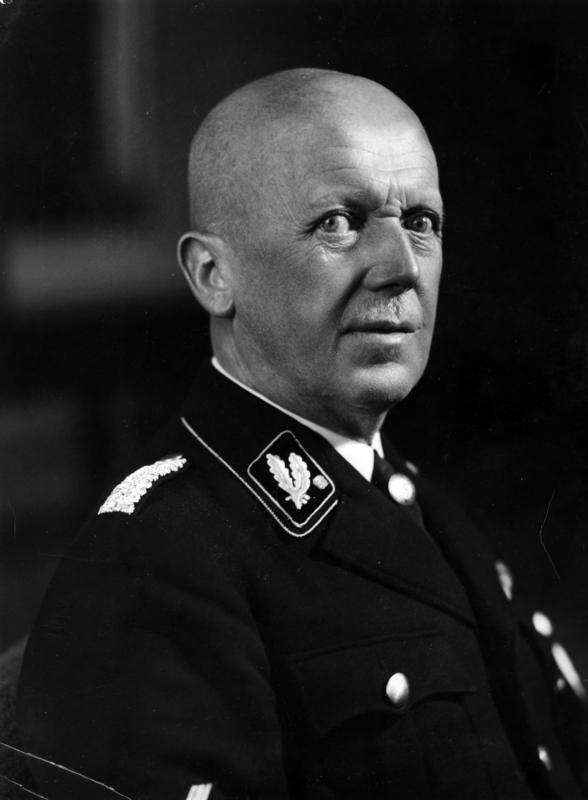
Hans Heinrich Lammers
4 januari

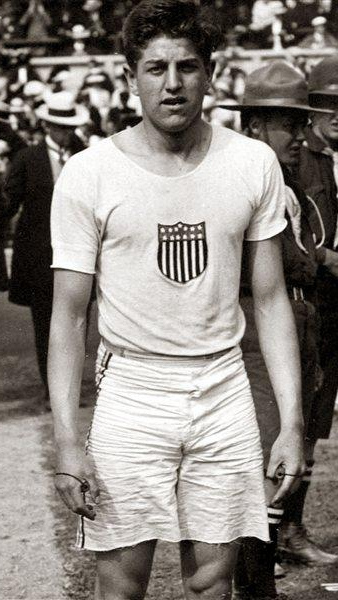
Don Lippincott
9 januari

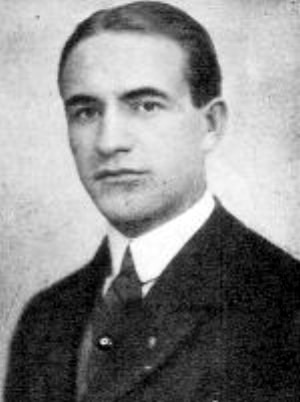
György Orth
11 januari

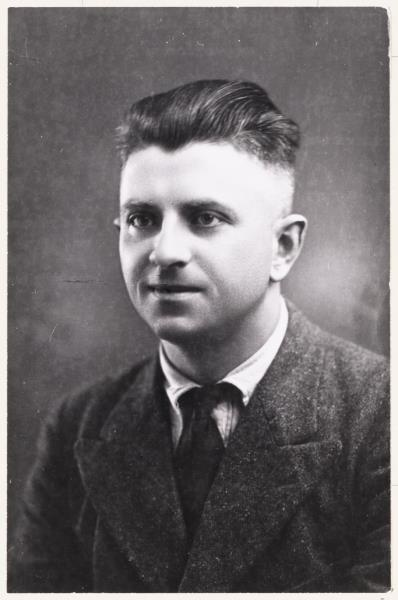
Gerrit Achterberg
17 januari

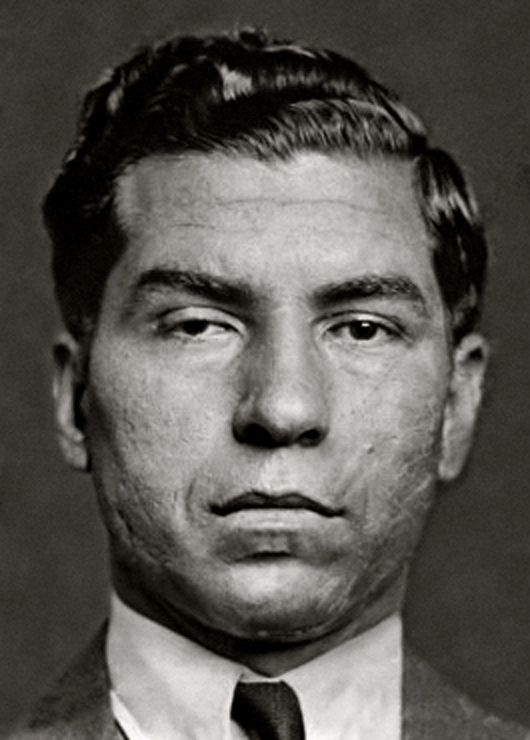
Salvatore "Lucky" Lucania
25 januari

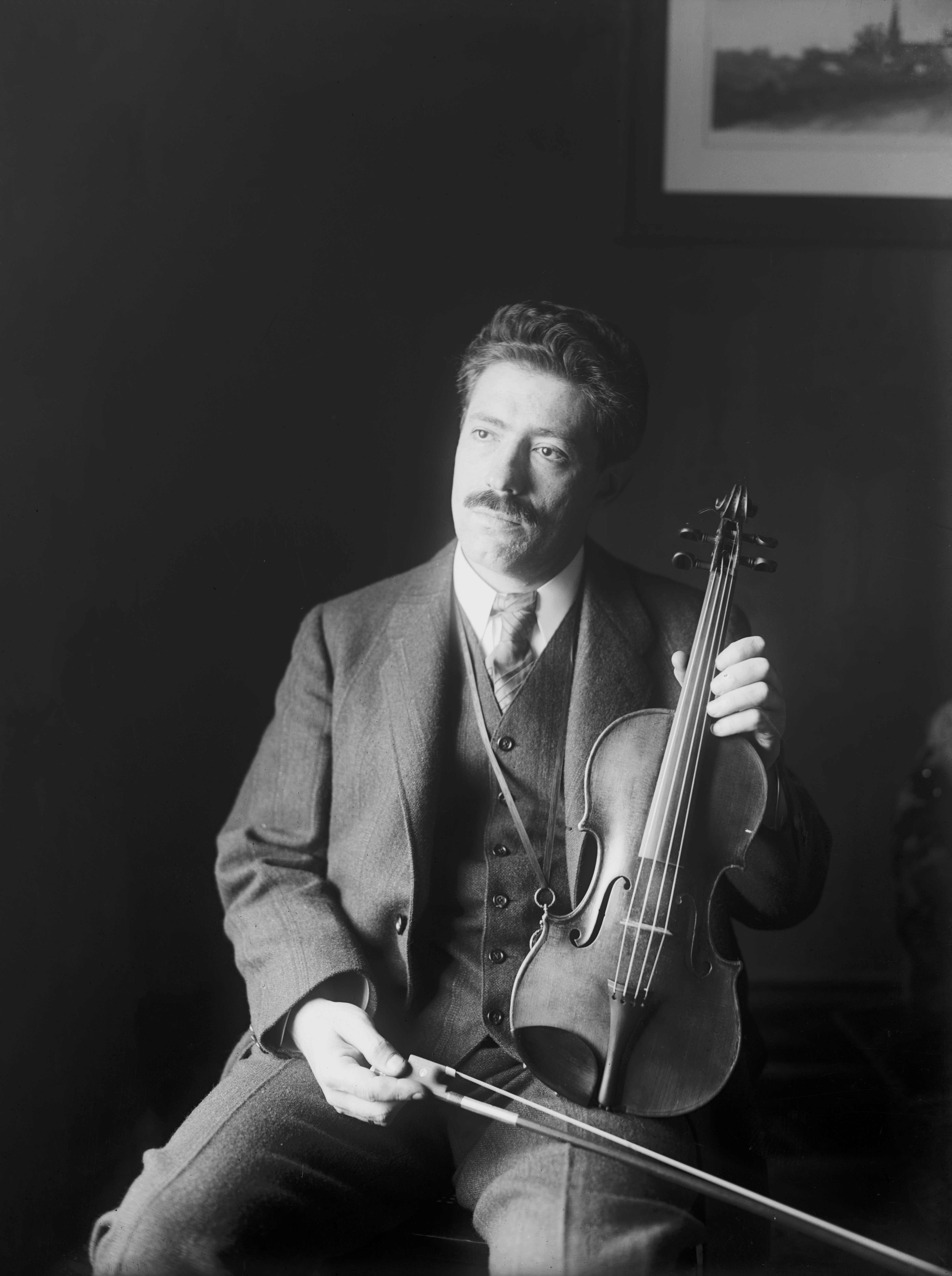
Fritz Kreisler
29 januari

| 1 | 2 | 3 | 4 | 5 | 6 | 7 | 8 | 9 | 10 | 11 | 12 | 13 | 14 | 15 | 16 | 17 | 18 | 19 | 20 | 21 | 22 | 23 | 24 | 25 | 26 | 27 | 28 | 29 | 30 | 31 |
| - | - | - | - | - | - | - | - | - | -- | -- | -- | -- | -- | -- | -- | -- | -- | -- | -- | -- | -- | -- | -- | -- | -- | -- | -- | -- | -- | -- |

### 1 januari
- Diego Martínez Barrio (76), Spaans politicus
- Emile Cambier (80), Belgisch politicus
- Theo Schildermans (28), Belgisch missionaris
- Michel Vanduffel (40), Belgisch missionaris

### 3 januari
- Willem Maurits de Brauw (85), Nederlands jurist
- Gerard Tichelman (68), Nederlands koloniaal bestuurder

### 4 januari
- Hans Heinrich Lammers (72), Duits ambtenaar en nazi

### 5 januari
- Piet Keuning (79), Nederlands schrijver en dichter
- Helmer Mörner (66), Zweeds ruiter
- Max Pohlenz (89), Duits historicus

### 6 januari
- Jaap Nanninga (57), Nederlands kunstenaar

### 8 januari
- Maximiliaan van Hohenberg (59), lid Duitse adel

### 9 januari
- Antoine Jorissen (77), Belgisch kunstenaar
- Don Lippincott (68), Amerikaans atleet
- Leroy Shield (68), Amerikaans componist

### 10 januari
- Edouard Descampe (73), Belgisch politicus

### 11 januari
- Kees van Moorsel (69), Nederlands architect
- György Orth (60), Hongaars voetballer en voetbaltrainer

### 12 januari
- Miklós Szabados (50), Hongaars tafeltennisser
- George Henry Willcocks (62), Brits componist

### 15 januari
- Arie Bos (69), Nederlands biljarter
- Yos Sudarso (36), Indonesisch militair

### 17 januari
- Gerrit Achterberg (56), Nederlands dichter
- Johanna van Buren (80), Nederlands Twentstalig dichteres

### 18 januari
- Raymond Moulaert (86), Belgisch componist

### 20 januari
- Jan Uilenberg (80), Nederlands schrijver

### 21 januari
- Georges Gimel (63), Frans kunstschilder
- Henk Oosterhuis (68), Nederlands vakbondsbestuurder en politicus

### 25 januari
- Jan Mathijs Peters (53), Nederlands verzetsstrijder en politicus

### 26 januari
- Salvatore "Lucky" Lucania (64), Italiaans-Amerikaans misdadiger

### 29 januari
- Fritz Kreisler (86), Oostenrijks violist

### 31 januari
- Dannie Heineman (89), Amerikaans ondernemer en filantroop

## Februari

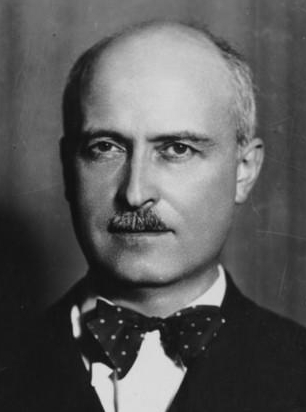
Jacques Ibert
5 februari

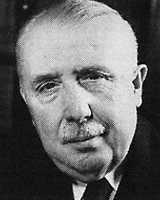
Eduard von Steiger
10 februari

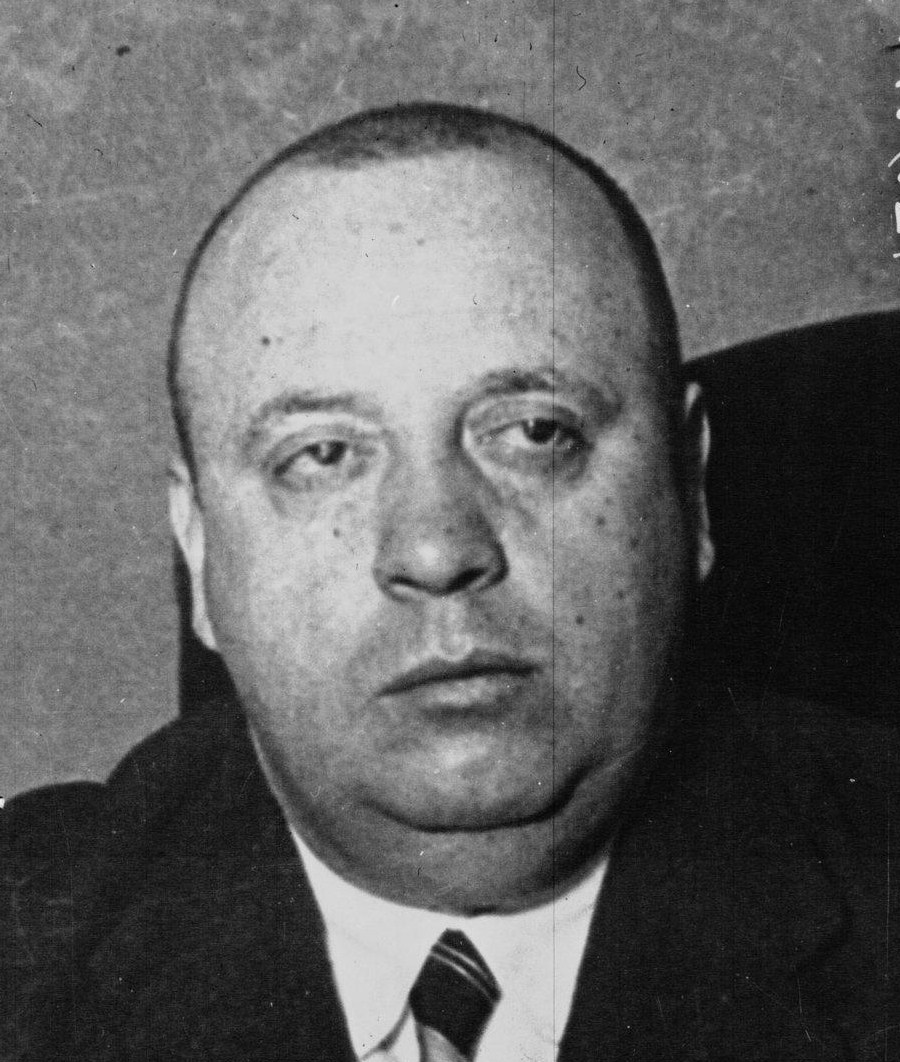
Indalecio Prieto
12 februari

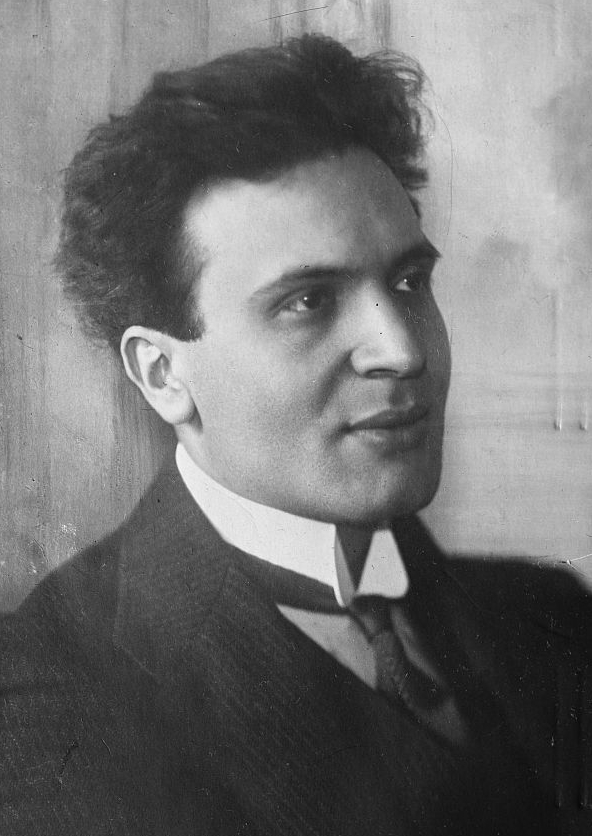
Bruno Walter
17 februari

| 1 | 2 | 3 | 4 | 5 | 6 | 7 | 8 | 9 | 10 | 11 | 12 | 13 | 14 | 15 | 16 | 17 | 18 | 19 | 20 | 21 | 22 | 23 | 24 | 25 | 26 | 27 | 28 |
| - | - | - | - | - | - | - | - | - | -- | -- | -- | -- | -- | -- | -- | -- | -- | -- | -- | -- | -- | -- | -- | -- | -- | -- | -- |

### 1 februari
- Wilhelm Ohnesorge (89), Duits politicus

### 2 februari
- Karel Waternaux (76), Belgisch politiek activist

### 4 februari
- Nikolaj Pavlovitsj Ivanov-Radkevitsj (57), Russisch componist

### 5 februari
- Gaetano Cicognani (80), Italiaans kardinaal
- Jacques Ibert (71), Frans componist en dirigent
- Ricardo Lamote de Grignon y Ribas (72), Spaans componist

### 6 februari
- Władysław Dziewulski (83), Pools astronoom en wiskundige
- Cândido Portinari (58), Braziliaans kunstschilder

### 7 februari
- Arne Oldberg (87), Amerikaans componist

### 8 februari
- Agnieta Gijswijt (88), Nederlandse schilder en tekenaar

### 10 februari
- Norman Birkett (78), Brits rechter
- Herman Theodoor s'Jacob (78), Nederlands grootgrondbezitter en bestuurder
- Eduard von Steiger (80), Zwitsers politicus

### 12 februari
- Indalecio Prieto (78), Spaans politicus

### 13 februari
- Eugène Debaise (56), Belgisch politicus

### 14 februari
- David van Embden (86), Nederlands politicus
- Jan Nooij (74), Nederlands acteur
- Watanabe Shōzaburō (76), Japans uitgever van shin hanga

### 15 februari
- Aloisius Joseph Muench (72), Amerikaans kardinaal

### 16 februari
- Joseph Crouwel (76), Nederlands architect

### 17 februari
- Bruno Walter (85), Duits dirigent

### 19 februari
- Sophus Hansen (72), Deens voetballer en voetbalscheidsrechter
- Georgios Papanikolaou (78), Grieks medicus

### 20 februari
- Moeder Ida (85), Belgisch geestelijke

### 23 februari
- Raoul Defuisseaux (75), Belgisch politicus

### 24 februari
- Jan De Clerck (80), Belgisch kunstschilder
- Gerrit Jan Rutgers (84), Nederlands architect

### 27 februari
- Herbert Fiedler (70), Duits-Nederlands kunstschilder

## Maart

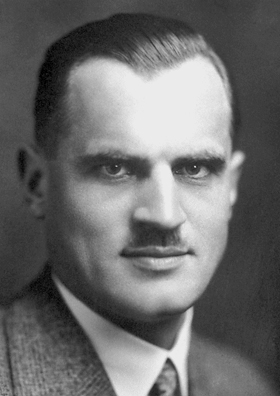
Arthur Holly Compton
15 maart

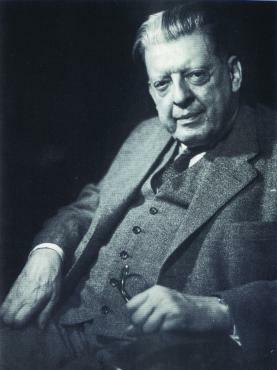
Wilhelm Blaschke
17 maart

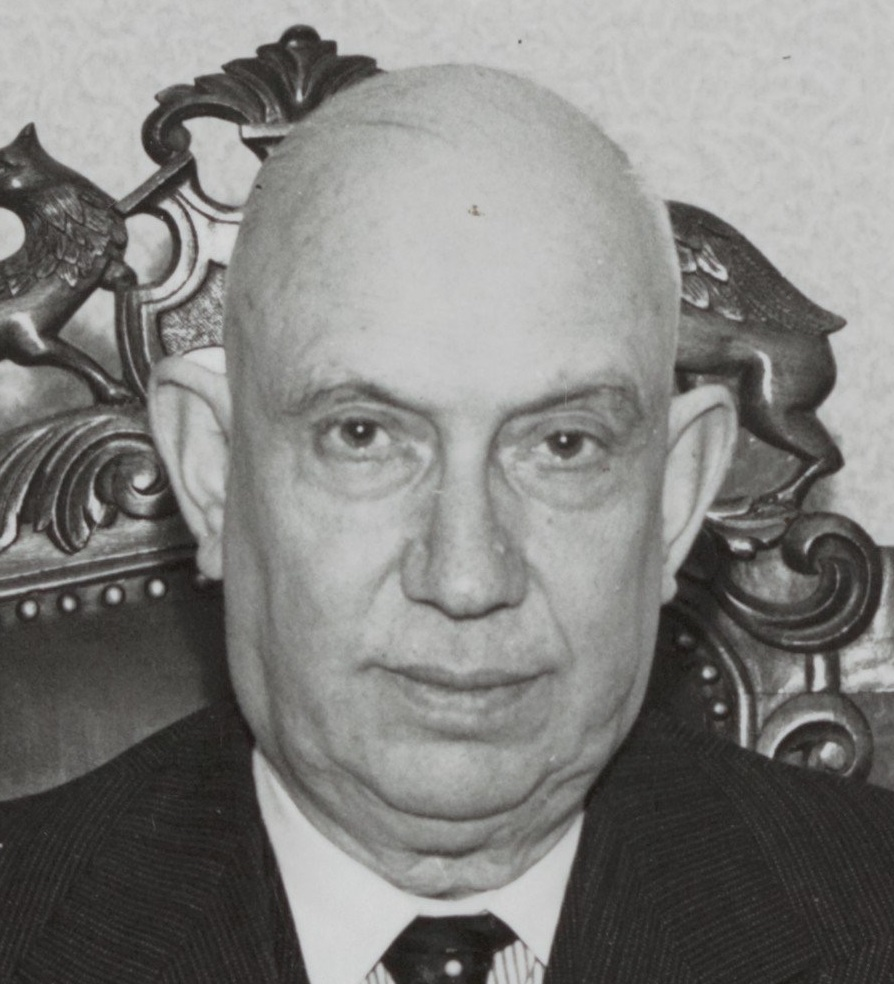
Josef van Schaik
23 maart

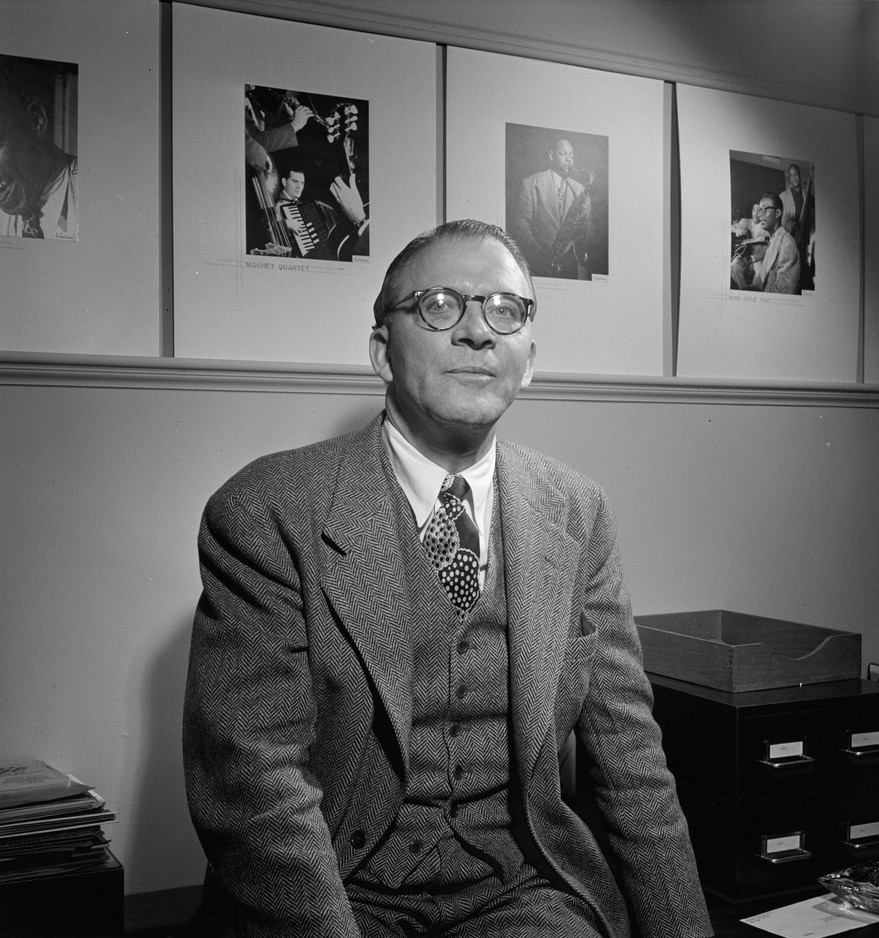
Jean Goldkette
24 maart

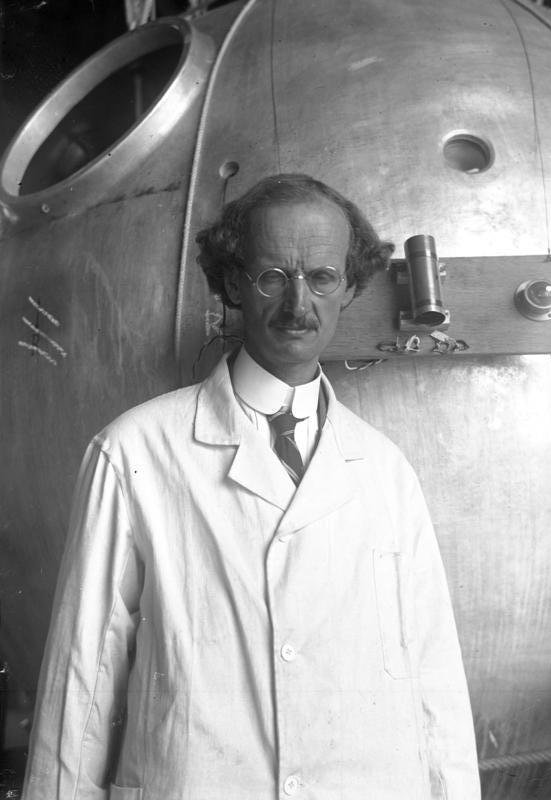
Auguste Piccard
24 maart

| 1 | 2 | 3 | 4 | 5 | 6 | 7 | 8 | 9 | 10 | 11 | 12 | 13 | 14 | 15 | 16 | 17 | 18 | 19 | 20 | 21 | 22 | 23 | 24 | 25 | 26 | 27 | 28 | 29 | 30 | 31 |
| - | - | - | - | - | - | - | - | - | -- | -- | -- | -- | -- | -- | -- | -- | -- | -- | -- | -- | -- | -- | -- | -- | -- | -- | -- | -- | -- | -- |

### 2 maart
- Charles-Jean de La Vallée Poussin (95), Belgisch wiskundige
- Oscar F. Willing (72), Amerikaans golfer

### 3 maart
- Pierre Benoit (75), Frans journalist en schrijver

### 5 maart
- Libero Liberati (35), Italiaans motorcoureur
- Cornelis Veth (82), Nederlands tekenaar en schrijver

### 6 maart
- Diederik Enklaar (67), Nederlands historicus

### 7 maart
- Jimmy Joy (59), Amerikaans bigbandleider en musicus

### 10 maart
- Edwin Argo (66), Amerikaans ruiter

### 11 maart
- Vjatsjeslav Ragozin (53), Russisch schaker
- Raoul Richard (76), Belgisch politicus

### 13 maart
- Franciscus Roels (75), Nederlands psycholoog
- Florent Leonard Ruyssinck (75), Belgisch componist

### 14 maart
- Jorge González von Marées (61), Chileens politicus

### 15 maart
- Arthur Holly Compton (69), Amerikaans natuurkundige

### 17 maart
- Wilhelm Blaschke (76), Oostenrijks wiskundige

### 20 maart
- Charles Wright Mills (45), Amerikaans socioloog

### 21 maart
- Daniël Mackay (84), Nederlands burgemeester

### 22 maart
- Michiel English (76), Belgisch priester en historicus

### 23 maart
- Josef van Schaik (80), Nederlands politicus

### 24 maart
- Jean Goldkette (69), Amerikaans pianist en bandleider
- Auguste Piccard (78), Zwitsers natuurkundige

### 25 maart
- Joop Carp (65), Nederlands zeiler

### 26 maart
- Cyrillus Kreek (72), Estisch componist

### 27 maart
- Jan Albertus Rispens (72), Nederlands schrijver

### 28 maart
- David Wijnveldt (77), Nederlands voetballer

### 31 maart
- Marcello Dudovich (83), Italiaans graficus

## April

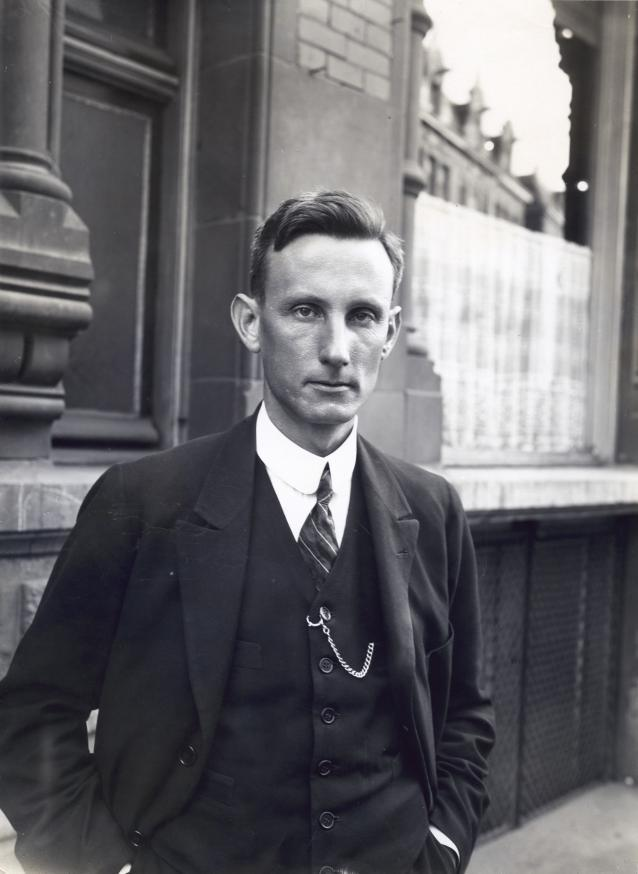
Dolf Joekes
1 april

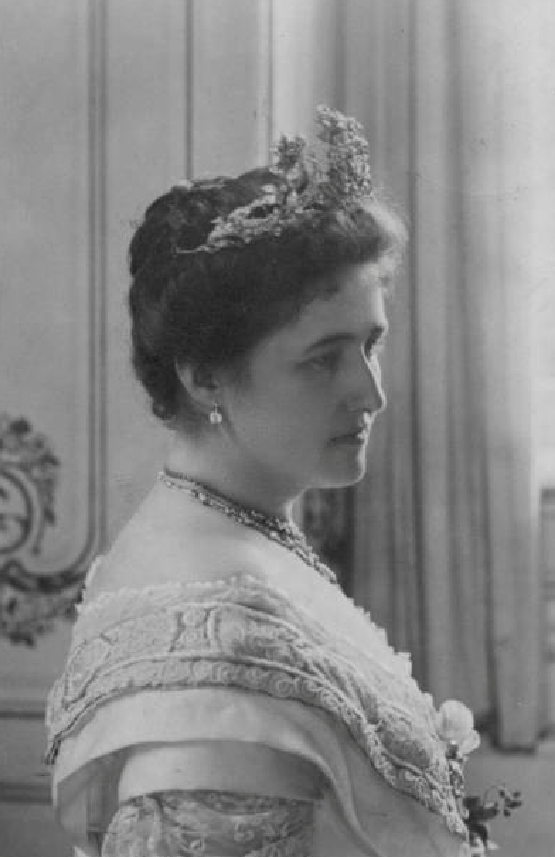
Bathildis van Schaumburg-Lippe
6 april

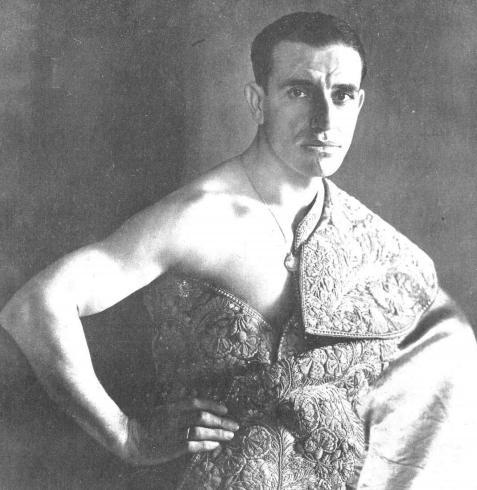
Juan Belmonte
8 april

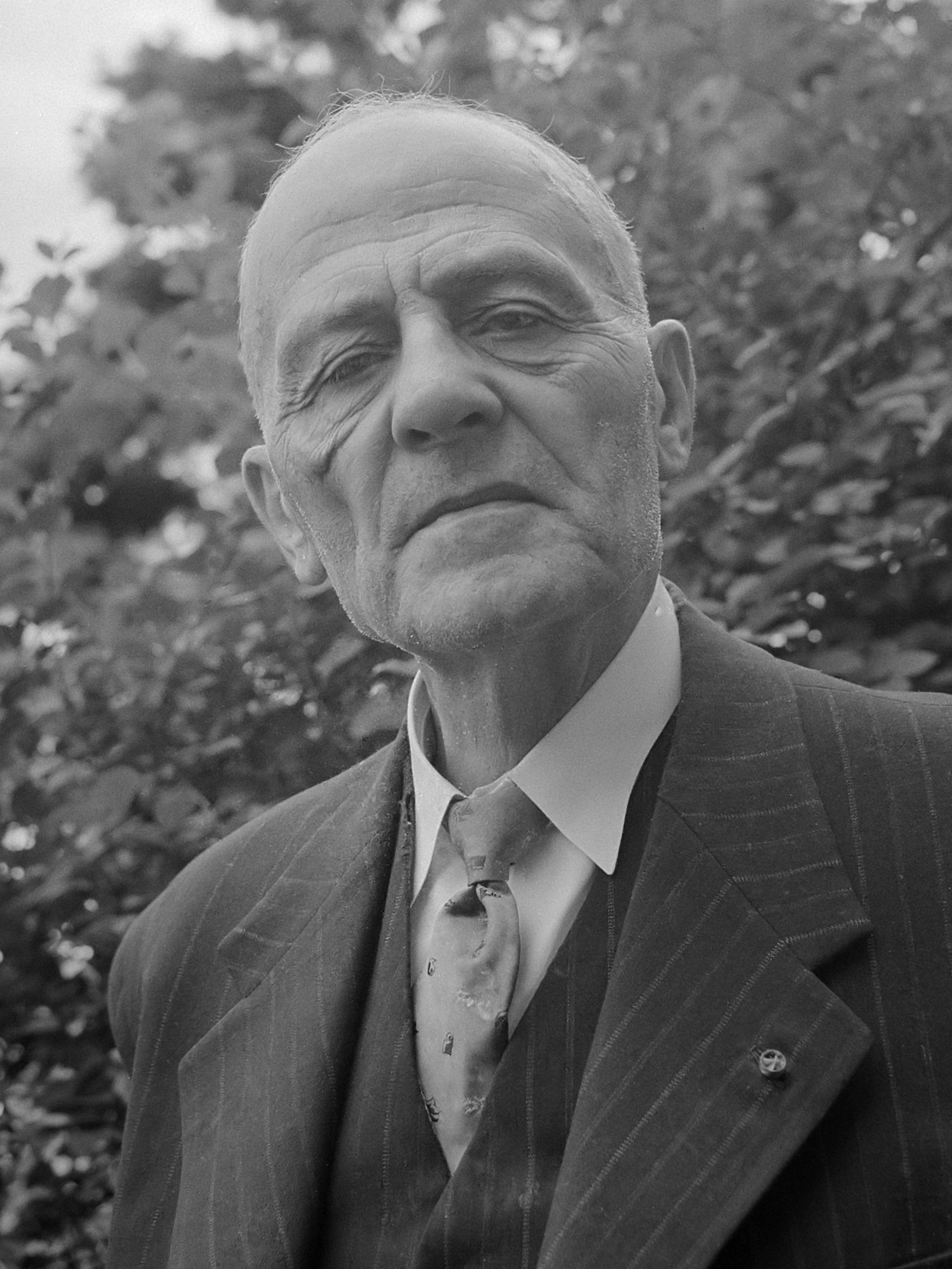
P.H. Ritter jr.
13 april

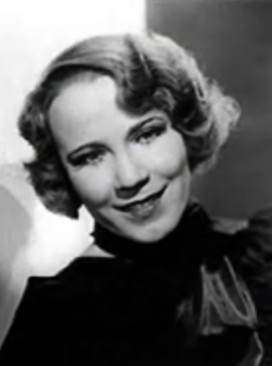
Louise Fazenda
17 april

| 1 | 2 | 3 | 4 | 5 | 6 | 7 | 8 | 9 | 10 | 11 | 12 | 13 | 14 | 15 | 16 | 17 | 18 | 19 | 20 | 21 | 22 | 23 | 24 | 25 | 26 | 27 | 28 | 29 | 30 |
| - | - | - | - | - | - | - | - | - | -- | -- | -- | -- | -- | -- | -- | -- | -- | -- | -- | -- | -- | -- | -- | -- | -- | -- | -- | -- | -- |

### 1 april
- Michel de Ghelderode (63), Belgisch schrijver
- Dolf Joekes (76), Nederlands politicus

### 2 april
- Dieudonné Martens (55), Belgisch politicus

### 3 april
- Ernst Grünfeld (68), Oostenrijks schaker
- S.H. de Roos (84), Nederlands letterontwerper

### 5 april
- Jan Timmermans (61), Belgisch politicus

### 6 april
- Bathildis van Schaumburg-Lippe (88), lid Duitse adel

### 8 april
- Juan Belmonte (69), Spaans stierenvechter

### 10 april
- Michael Curtiz (75), Hongaars-Amerikaans filmregisseur
- Lucienne Delyle (44), Frans zangeres
- Stuart Sutcliffe (21), Brits basgitarist

### 12 april
- Ron Flockhart (38), Brits autocoureur
- Antoine Pevsner (78), Russisch-Frans kunstenaar

### 13 april
- Eugeen De Ridder (68), Belgisch dichter
- Renzo Morigi (67), Italiaans sportschutter
- Hermann Muhs (67), Duits politicus
- P.H. Ritter jr. (79), Nederlands letterkundige

### 15 april
- Arsenio Lacson (50), Filipijns politicus

### 17 april
- Louise Fazenda (66), Amerikaans actrice
- Jules Mérenne (75), Belgisch politicus
- Henricus Tromp (84), Nederlands roeier

### 18 april
- Oscar van Rappard (66), Nederlands atleet

### 20 april
- Nico van der Veen (45), Nederlands politicus

### 21 april
- Agnes Henningsen (93), Deens auteur en activiste voor seksuele vrijheid

### 22 april
- Paul Frankl (84), Duits kunsthistoricus
- Gerard Stubenrouch (44), Nederlands politicus

### 25 april
- Fred Frame (67), Amerikaans autocoureur

### 26 april
- Alexandrine Louise van Denemarken (47), lid Deense adel
- Fridthjof Kristoffersen (68), Noors componist/pianist

### 27 april
- Willem Karel Dicke (57), Nederlands medicus

### 28 april
- Gianna Beretta Molla (39), Italiaans kinderarts en heilige

### 29 april
- Hajime Tanabe (77), Japans filosoof

### 30 april
- Axel Nordlander (82), Zweeds ruiter

## Mei

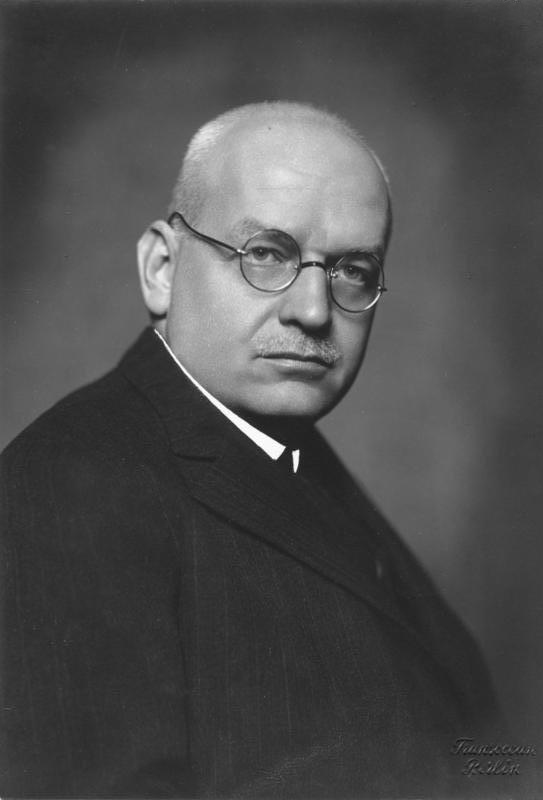
Hans Luther
11 mei

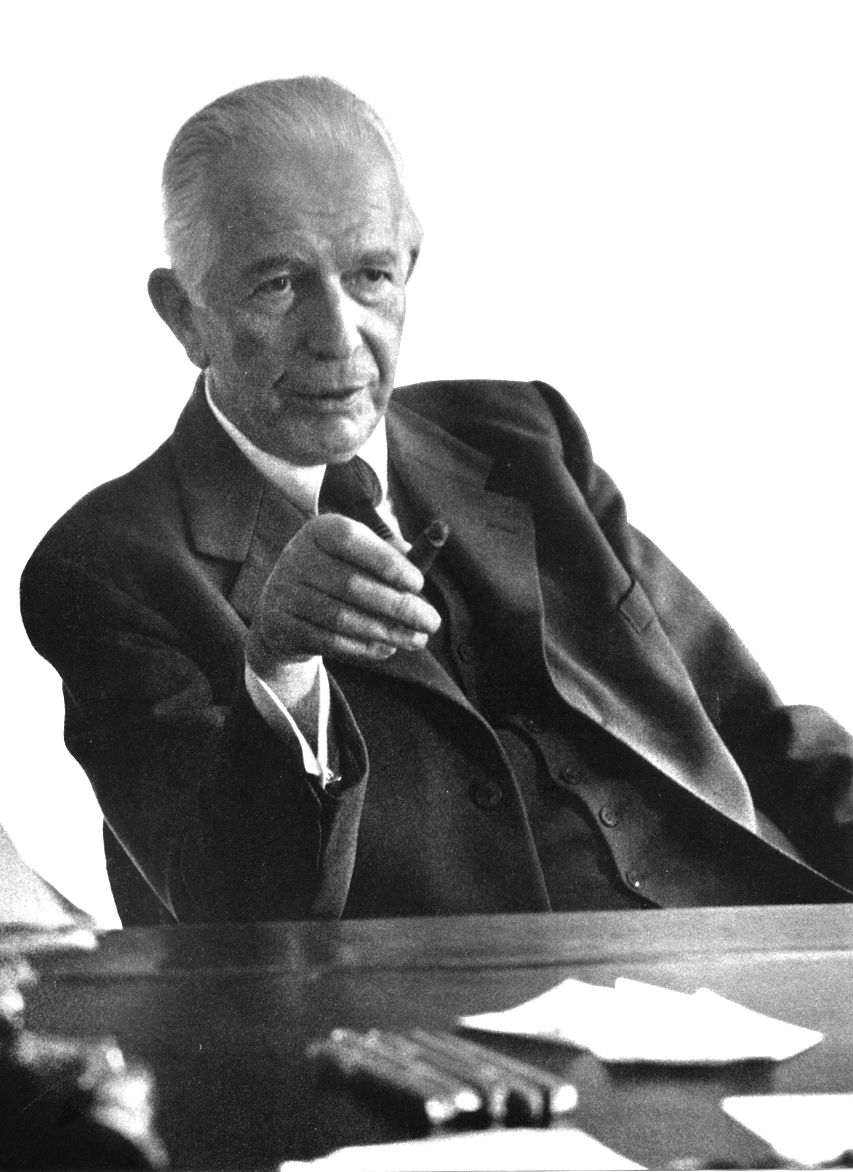
Assar Gabrielsson
28 mei

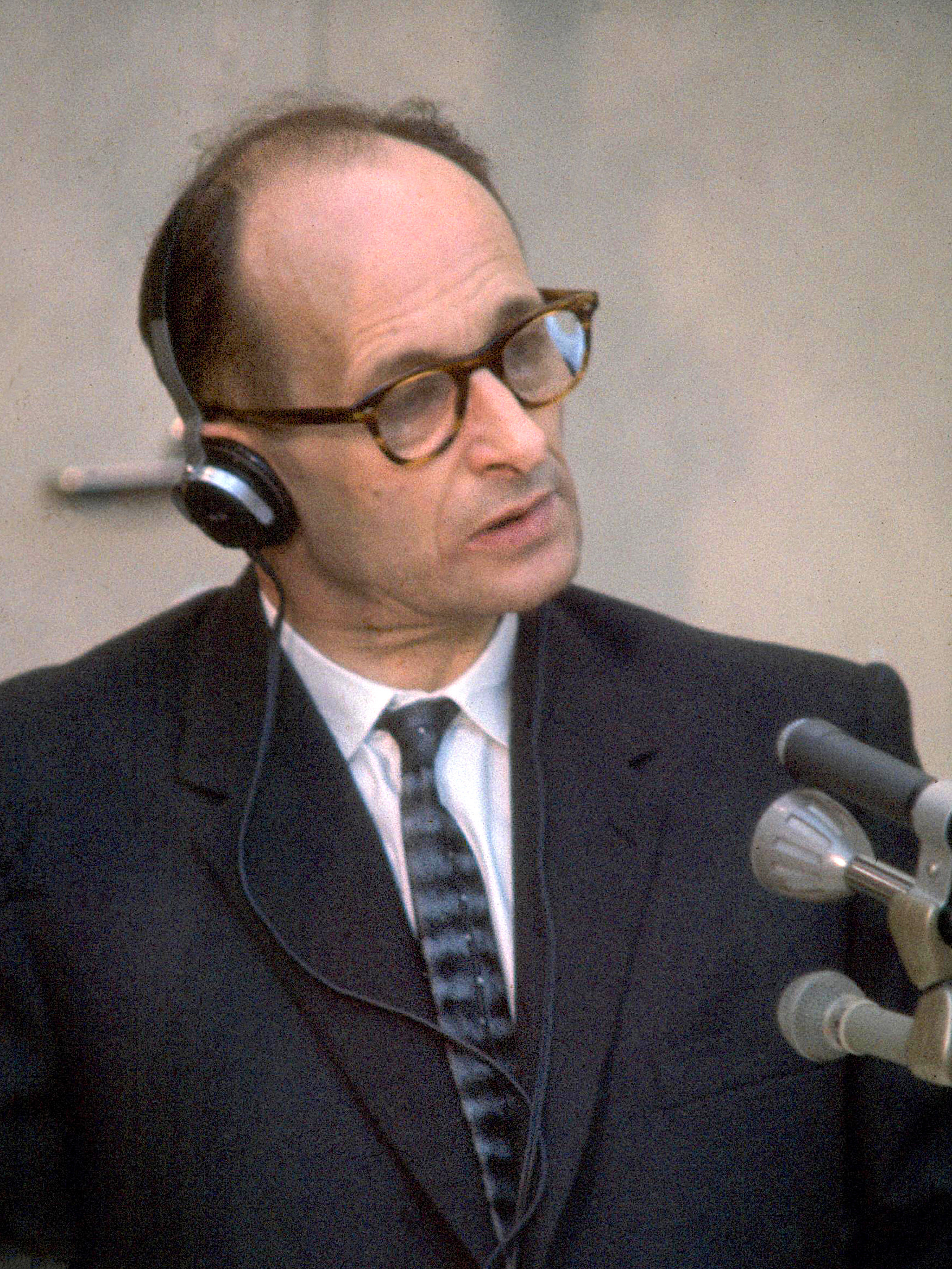
Adolf Eichmann
31 mei

| 1 | 2 | 3 | 4 | 5 | 6 | 7 | 8 | 9 | 10 | 11 | 12 | 13 | 14 | 15 | 16 | 17 | 18 | 19 | 20 | 21 | 22 | 23 | 24 | 25 | 26 | 27 | 28 | 29 | 30 | 31 |
| - | - | - | - | - | - | - | - | - | -- | -- | -- | -- | -- | -- | -- | -- | -- | -- | -- | -- | -- | -- | -- | -- | -- | -- | -- | -- | -- | -- |

### 1 mei
- Ilian de Casa-Fuerte (79), Spaans schrijver
- Sühbaataryn Yanjmaa (69), Mongools politica

### 11 mei
- Hans Luther (83), Duits politicus
- René Gockinga (68), Nederlands kunstenaar

### 12 mei
- Jan Gerrit Jordens (79), Nederlands kunstenaar

### 13 mei
- Franz Kline (51), Amerikaans kunstschilder

### 14 mei
- Urbain Muyldermans (78), Belgisch politicus

### 17 mei
- Cor Reisma (59), Nederlands kunstenaar

### 19 mei
- Gabriele Münter (85), Duits kunstschilderes

### 23 mei
- Rubén Jaramillo (62), Mexicaans politicus

### 26 mei
- Aida de Acosta (77), Amerikaans luchtvaartpionier en onderneemster

### 27 mei
- P.R.W. van Gesseler Verschuir (79), Nederlands koloniaal bestuurder
- Egon Petri (81), Nederlands pianist

### 28 mei
- Assar Gabrielsson (70), Zweeds ondernemer

### 31 mei
- Adolf Eichmann (56), Duits oorlogsmisdadiger

## Juni

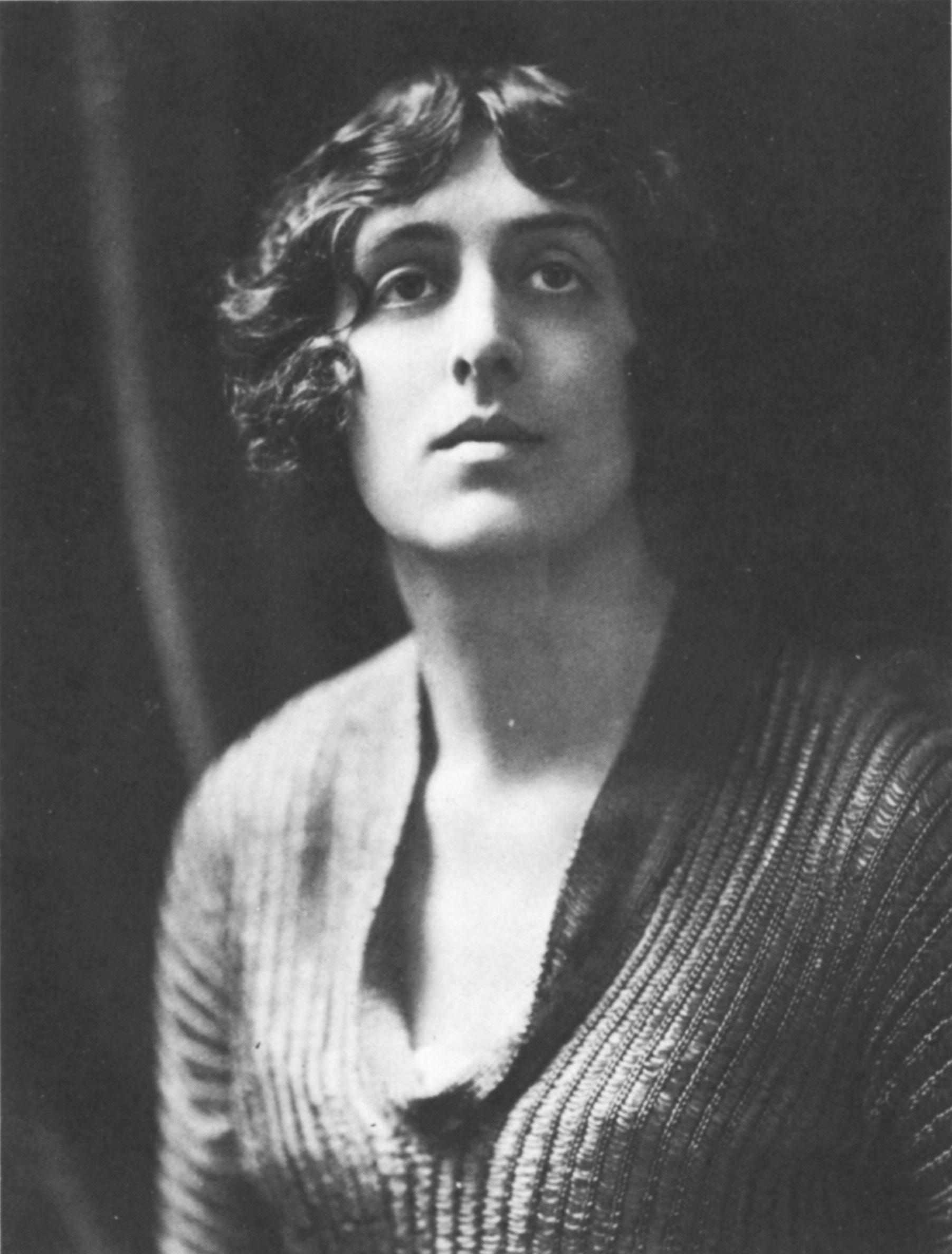
Vita Sackville-West
1 juni

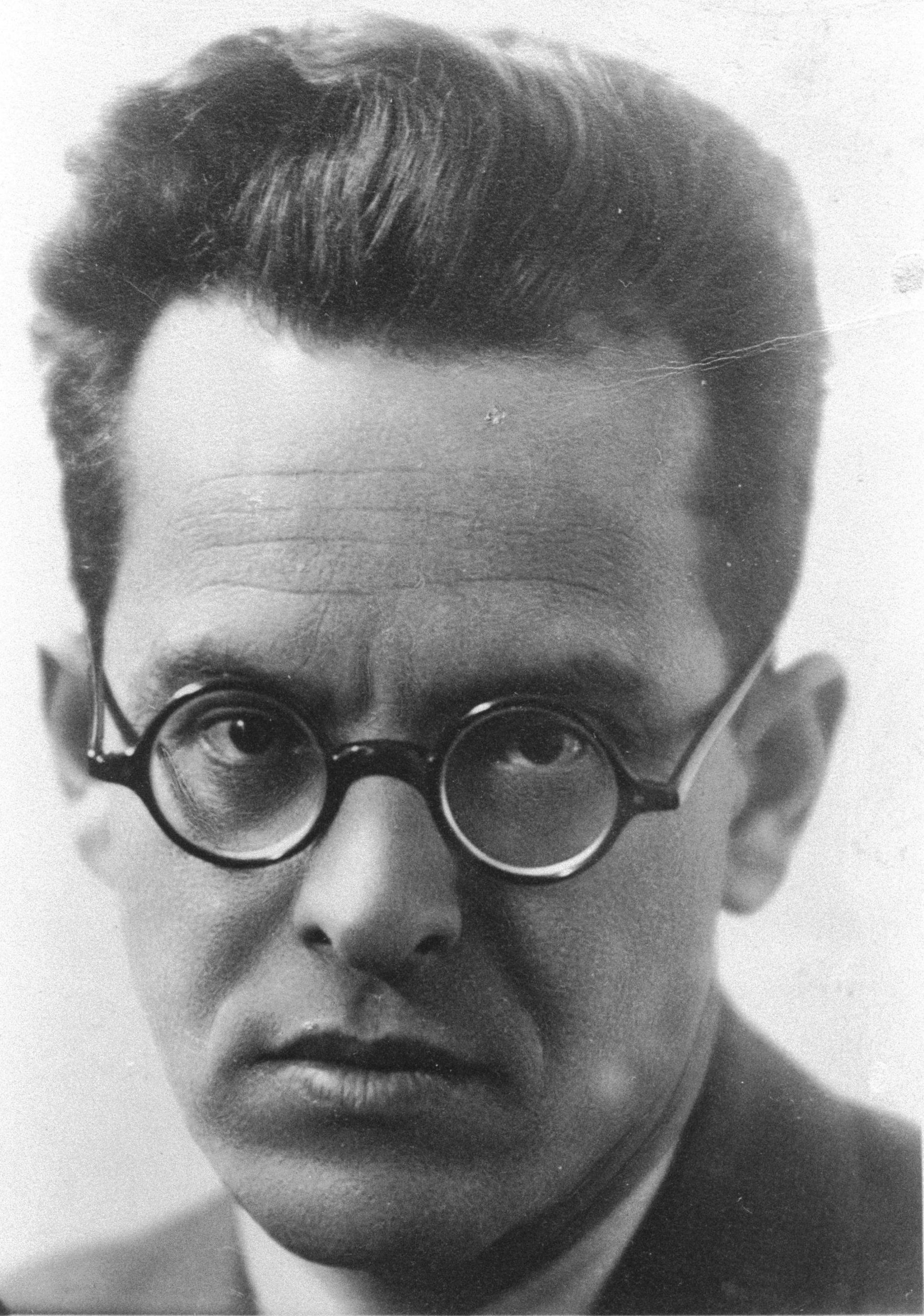
Abba Achimeïr
6 juni

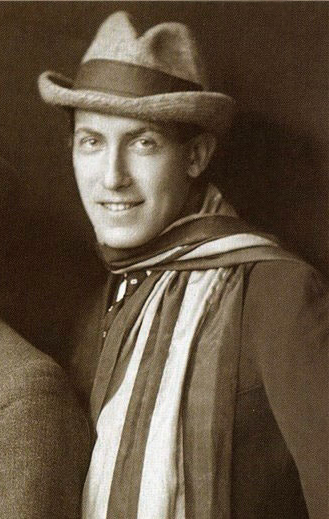
Anatoli Marienhof
24 juni

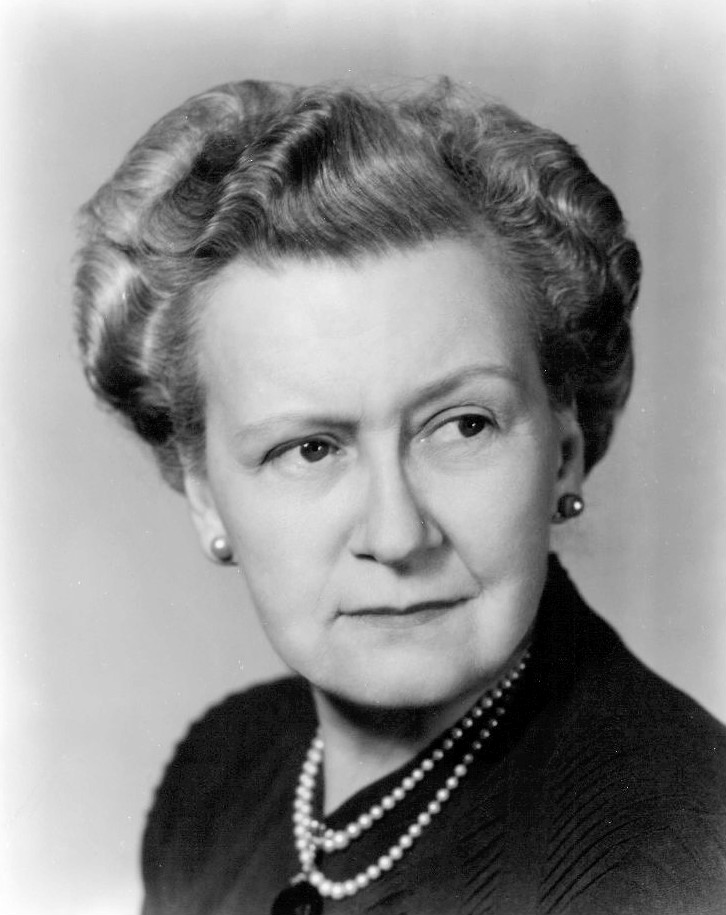
Lucile Watson
24 juni

| 1 | 2 | 3 | 4 | 5 | 6 | 7 | 8 | 9 | 10 | 11 | 12 | 13 | 14 | 15 | 16 | 17 | 18 | 19 | 20 | 21 | 22 | 23 | 24 | 25 | 26 | 27 | 28 | 29 | 30 |
| - | - | - | - | - | - | - | - | - | -- | -- | -- | -- | -- | -- | -- | -- | -- | -- | -- | -- | -- | -- | -- | -- | -- | -- | -- | -- | -- |

### 2 juni
- Vita Sackville-West (70), Brits schrijfster
- Fran Saleški Finžgar (91), Sloveens schrijver en dichter
- Dennis Taylor (40), Brits autocoureur

### 6 juni
- Abba Achimeïr (64), Israëlisch historicus en journalist
- Yves Klein (34), Frans  kunstschilder
- Tom Phillis (31), Australisch motorcoureur

### 7 juni
- Louis Joris (77), Belgisch politicus
- Duco Gerold Rengers Hora Siccama (85), Nederlands rechtswetenschapper

### 8 juni
- Gottlieb Duttweiler (73), Zwitsers politicus en ondernemer

### 12 juni
- John Ireland (82), Brits componist

### 13 juni
- Romain De Vidts (71), Belgisch burgemeester
- Eugène Aynsley Goossens (69), Brits componist en dirigent

### 15 juni
- Alfred Cortot (84), Zwitsers pianist en dirigent

### 18 juni
- Emmanuel De Winde (91), Belgisch politicus
- Joseph Endepols (85), Nederlands neerlandicus

### 19 juni
- Frank Borzage (69), Amerikaans filmregisseur
- Will Wright (68), Amerikaans acteur

### 21 juni
- Sjaak de Koning (77), Nederlands schaatser

### 22 juni
- Ludzer Eringa (60), Nederlands acteur
- Herbert William Heinrich (81), Amerikaans werktuigkundige en veiligheidskundige

### 24 juni
- Johan Brautigam (84), Nederlands vakbondsbestuurder en politicus
- Anatoli Marienhof (64), Russisch schrijver en dichter
- Lucile Watson (83), Canadees-Amerikaans actrice

### 26 juni
- Daniël de Blocq van Scheltinga (58), Nederlands politicus

### 27 juni
- Maria Dermoût (74), Nederlands-Indisch schrijfster

### 30 juni
- Helene Adelheid van Sleeswijk-Holstein (74), lid Deense koningshuis

## Juli

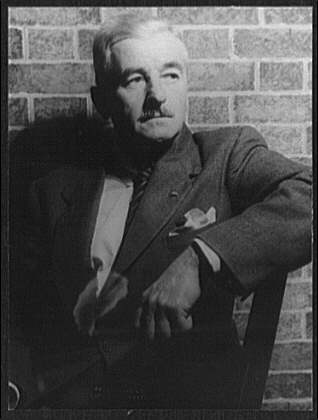
William Faulkner
6 juli

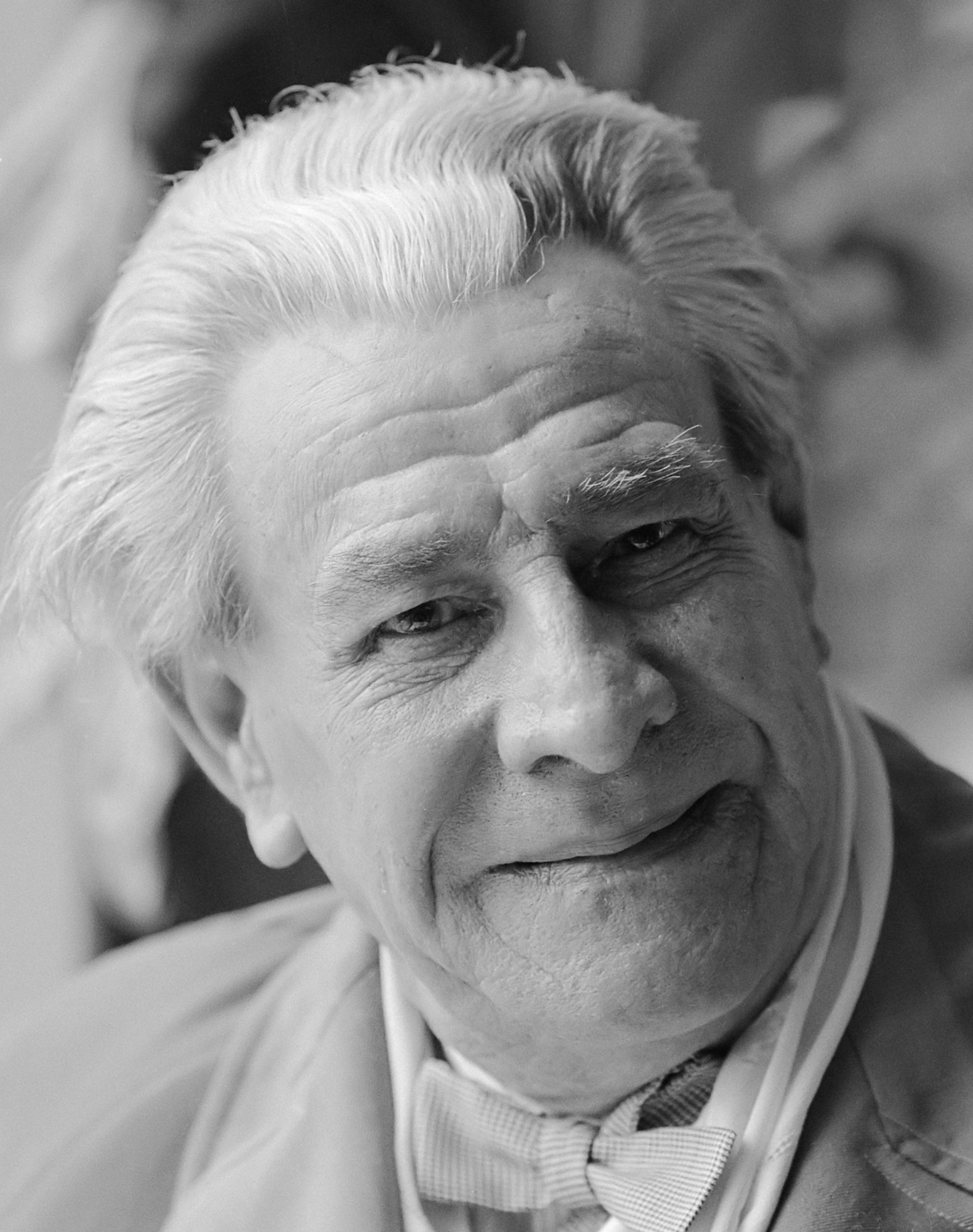
Louis van Gasteren
9 juli

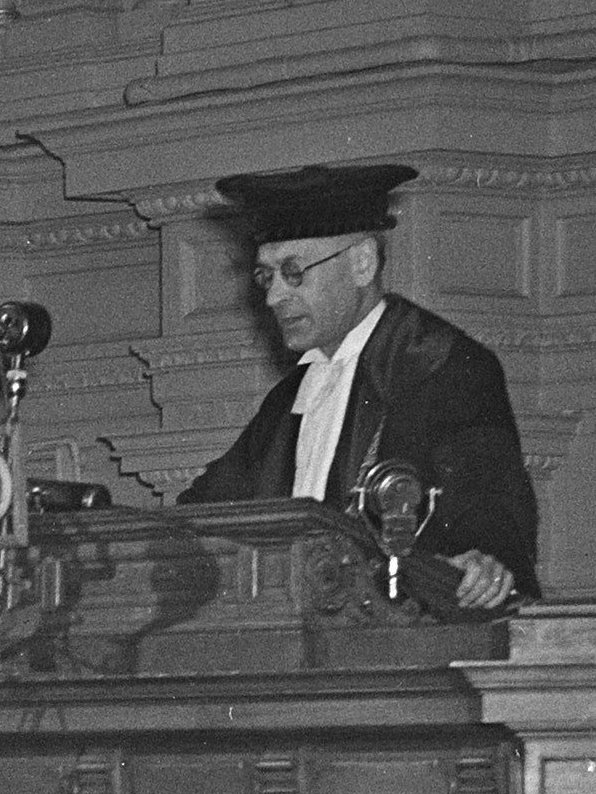
Jan Romein
16 juli

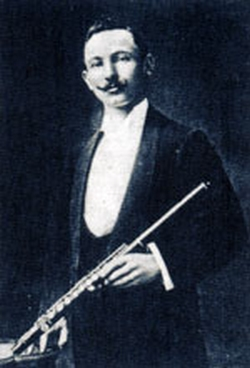
Leonardo De Lorenzo
29 juli

| 1 | 2 | 3 | 4 | 5 | 6 | 7 | 8 | 9 | 10 | 11 | 12 | 13 | 14 | 15 | 16 | 17 | 18 | 19 | 20 | 21 | 22 | 23 | 24 | 25 | 26 | 27 | 28 | 29 | 30 | 31 |
| - | - | - | - | - | - | - | - | - | -- | -- | -- | -- | -- | -- | -- | -- | -- | -- | -- | -- | -- | -- | -- | -- | -- | -- | -- | -- | -- | -- |

### 1 juli
- Max Otto Lorenz (81), Amerikaans econoom en statisticus

### 2 juli
- Peter Ryan (22), Canadees autocoureur

### 6 juli
- Paul Boffa (72), Maltees politicus
- William Faulkner (64), Amerikaans schrijver

### 7 juli
- Giovanni Panico (67), Italiaans kardinaal
- Anna Scharffenberg (85), Noors concertzangeres
- Talduwe Somarama (46), Ceylonees monnik en moordenaar

### 9 juli
- Georges Bataille (64), Frans schrijver en filosoof
- Louis Augustaaf van Gasteren (74), Nederlands acteur

### 10 juli
- Tommy Milton (68), Amerikaans autocoureur
- Leopold Abraham Ries (69), Nederlands topambtenaar

### 13 juli
- René Desmedt (73), Belgisch politicus

### 14 juli
- Ernest Coeckelbergh (73), Belgisch politicus

### 16 juli
- Jan Romein (68), Nederlands historicus

### 18 juli
- Eugene Houdry (70), Frans uitvinder

### 19 juli
- Ronald Aylmer Fisher (72), Brits statisticus, geneticus en evolutiebioloog

### 20 juli
- André Renard (51), Belgisch vakbondsbestuurder
- A.H. Sonneveld (77), Nederlands ondernemer

### 22 juli
- Victor Bourgeois (64), Belgisch architect

### 25 juli
- Finn Grüner-Hegge (67), Noors violist

### 28 juli
- Ary Henri van Wamelen (77), Nederlands architect

### 29 juli
- Gabriel Acacius Coussa (64), Syrisch kardinaal
- Leonardo De Lorenzo (86), Italiaans fluitist en componist

### 30 juli
- René van Bourbon-Parma (67), lid Deense koningshuis
- Frits Fentener van Vlissingen (80), Nederlands ondernemer

### 31 juli
- Jemmy van Hoboken (61), Nederlands grafisch ontwerper, kunstschilder, illustratrice en tekenares

## Augustus

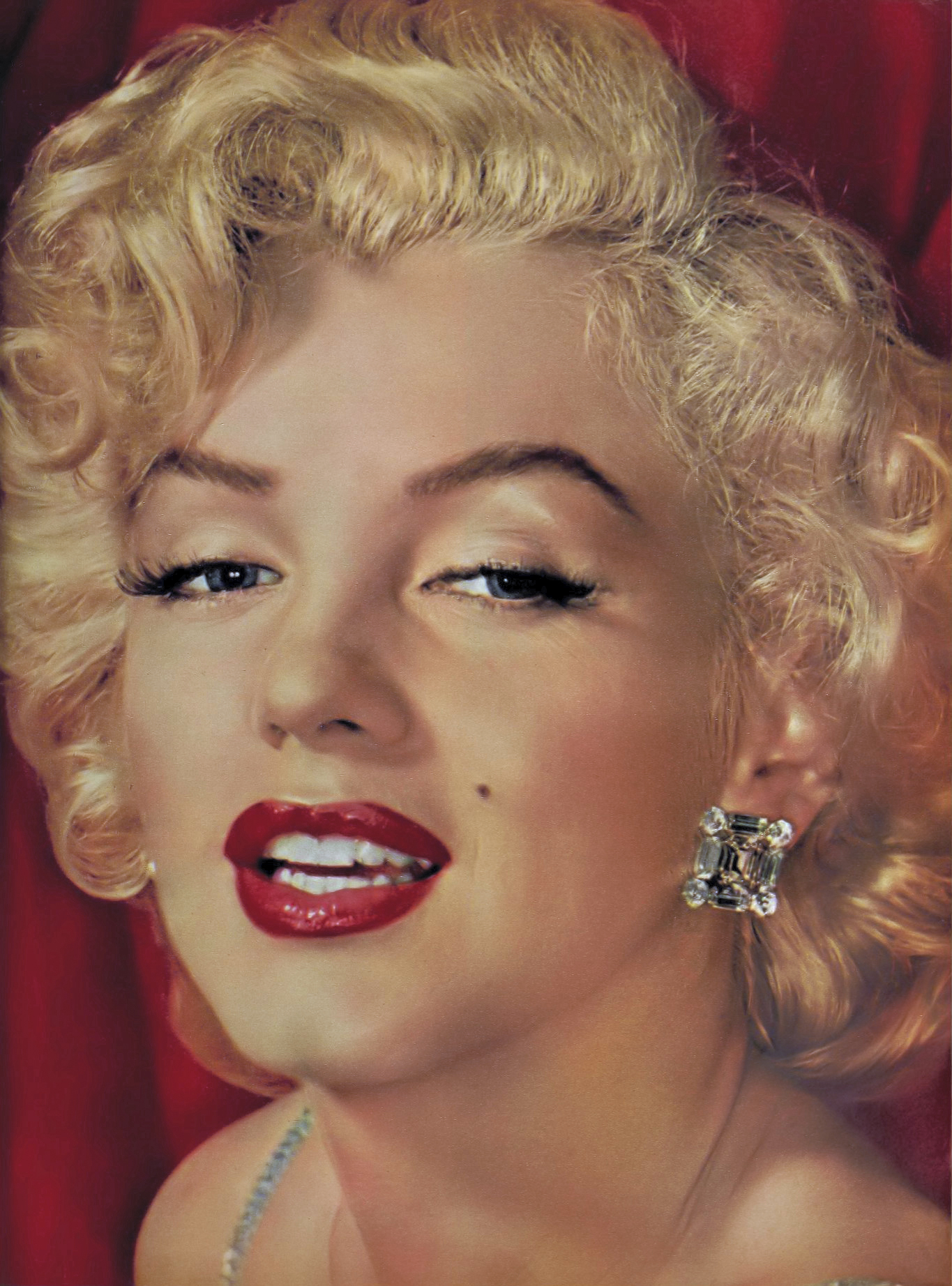
Marilyn Monroe
5 augustus

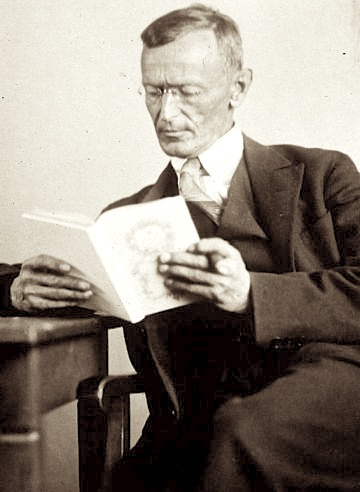
Hermann Hesse
9 augustus

| 1 | 2 | 3 | 4 | 5 | 6 | 7 | 8 | 9 | 10 | 11 | 12 | 13 | 14 | 15 | 16 | 17 | 18 | 19 | 20 | 21 | 22 | 23 | 24 | 25 | 26 | 27 | 28 | 29 | 30 | 31 |
| - | - | - | - | - | - | - | - | - | -- | -- | -- | -- | -- | -- | -- | -- | -- | -- | -- | -- | -- | -- | -- | -- | -- | -- | -- | -- | -- | -- |

### 1 augustus
- Laurent De Wilde (85), Belgisch politicus
- Carolus Poma (80), Belgisch politicus

### 2 augustus
- Johannes van Hoolwerff (84), Nederlands zeiler

### 5 augustus
- Marilyn Monroe (36), Amerikaans actrice
- Charles Roelofsz (65), Nederlands kunstenaar

### 7 augustus
- Filip De Pillecyn (71), Belgisch schrijver

### 9 augustus
- Hermann Hesse (85), Zwitsers schrijver en dichter
- Poul Nielsen (70), Deens voetballer
- Paul Van Steenberge (78), Belgisch ondernemer en politicus

### 11 augustus
- Geert Westers (63), Nederlands verzetsstrijder

### 14 augustus
- Axel Leonard Melander (84), Amerikaans entomoloog

### 15 augustus
- Lei Feng (21), Chinees militair
- Bob McIntyre (33), Schots motorcoureur
- Harry White (64), Amerikaans jazzmusicus

### 16 augustus
- Jan Rutten (82), Belgisch politicus

### 19 augustus
- Jean Lucienbonnet (39), Frans autocoureur

### 24 augustus
- Lodewijk Hendrik le Fèvre de Montigny (56), Nederlands militair en voetbalbestuurder
- Gilbert Mullie (86), Belgisch politicus
- Shorty Templeman (43), Amerikaans autocoureur

### 28 augustus
- Georgina de Albuquerque (77), Braziliaans kunstschilder
- Léon Binoche (84), Frans rugbyspeler

### 30 augustus
- Raymond Becquevort (75), Belgisch politicus
- Carl Kratz (68), Nederlands waterpolospeler

### 31 augustus
- Frank Salisbury (87), Brits kunstschilder en glaskunstenaar

## September

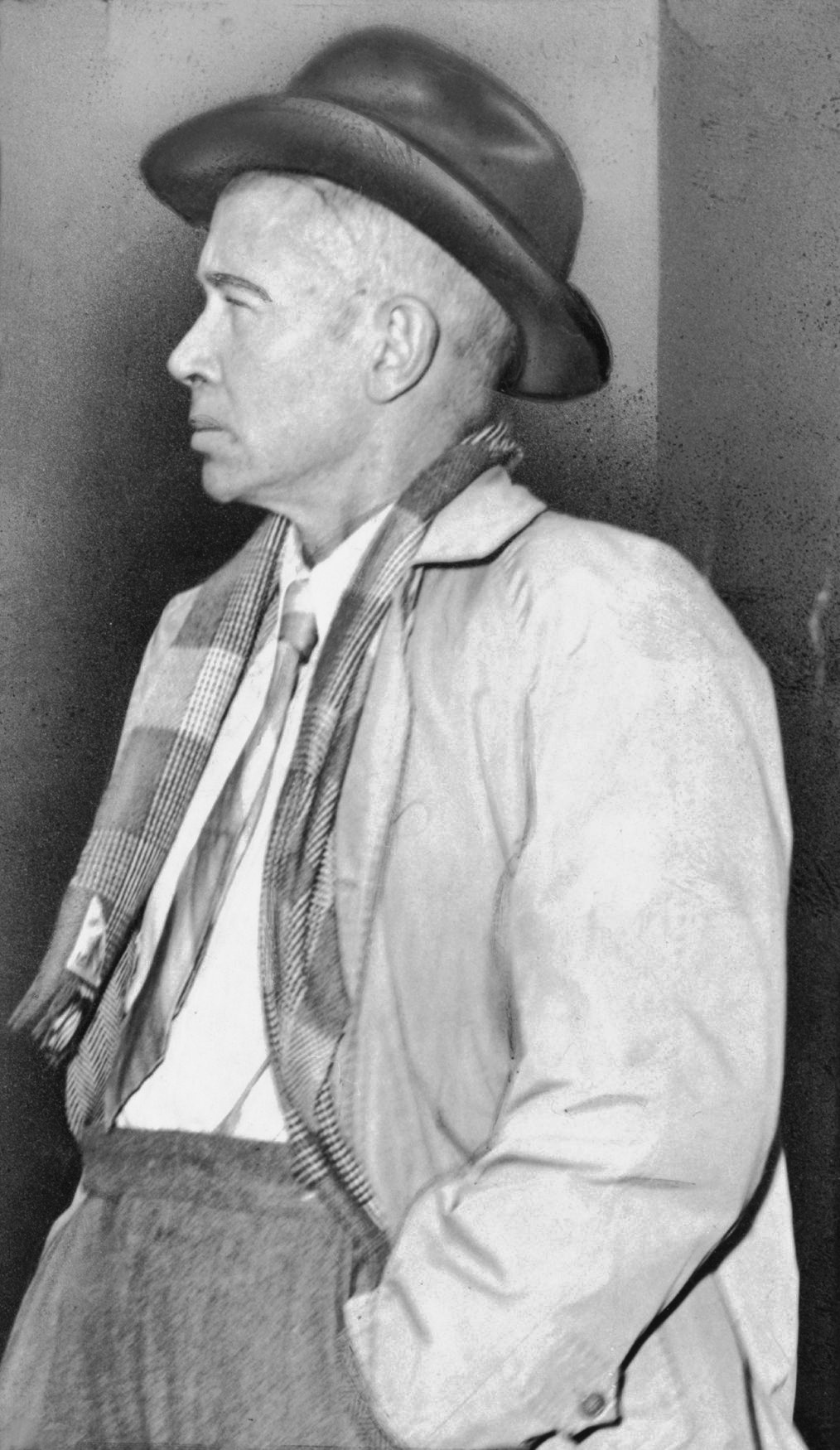
E.E. Cummings
3 september

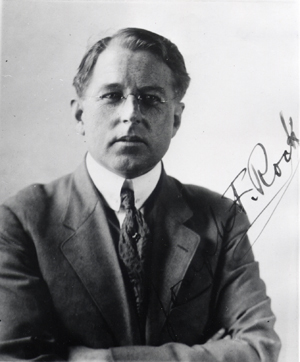
Joseph Rock
5 september

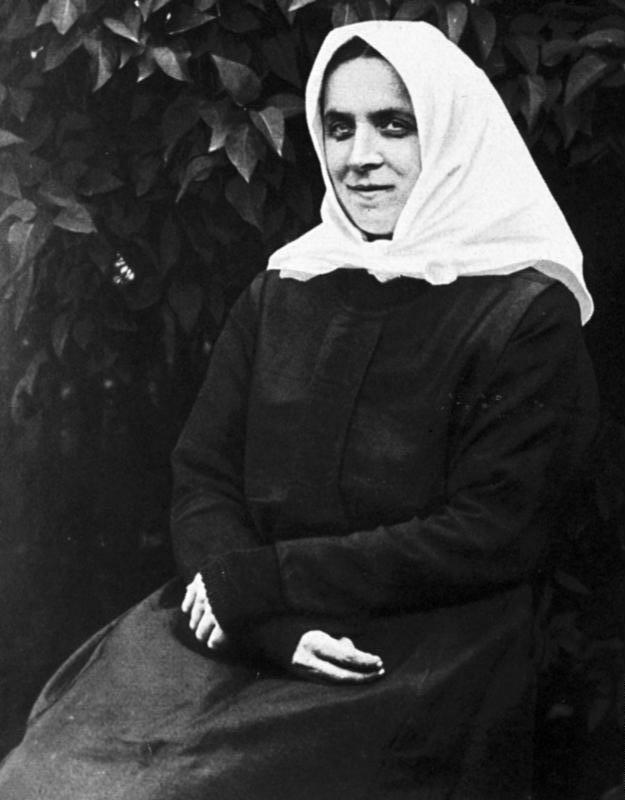
Therese Neumann
18 september

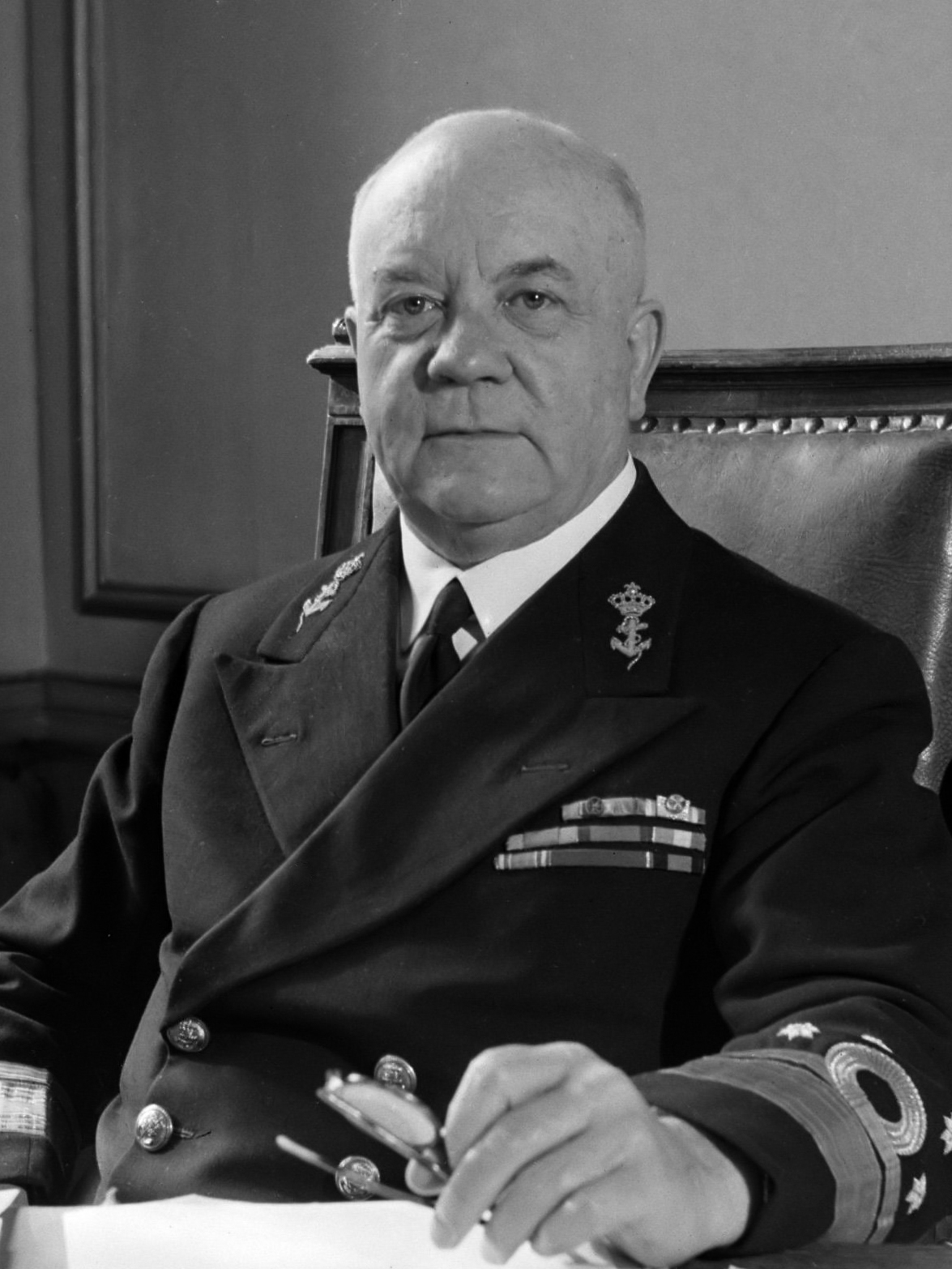
Conrad Helfrich
20 september

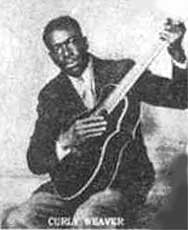
Curley Weaver
20 september

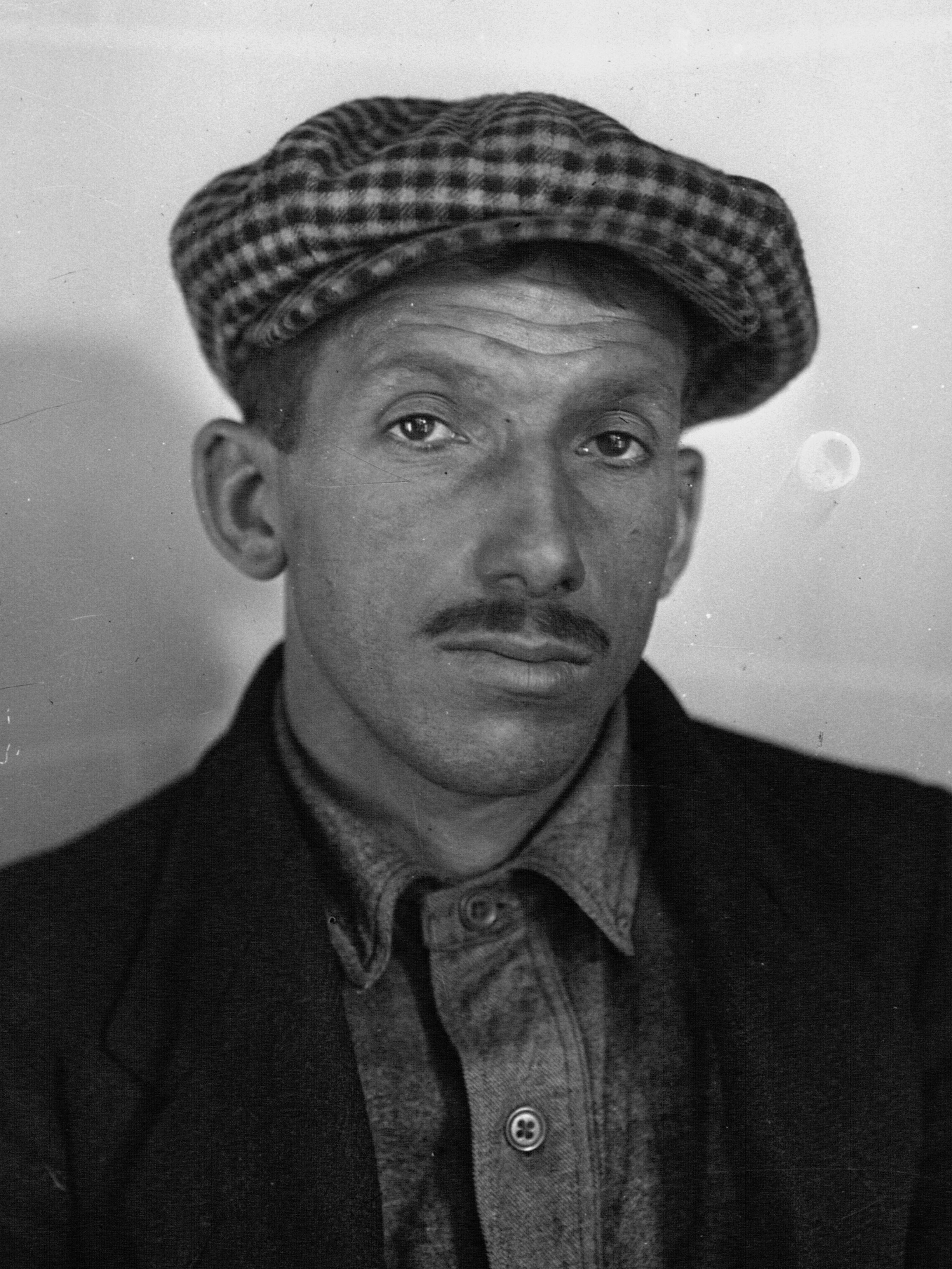
Félix Goethals
24 september

| 1 | 2 | 3 | 4 | 5 | 6 | 7 | 8 | 9 | 10 | 11 | 12 | 13 | 14 | 15 | 16 | 17 | 18 | 19 | 20 | 21 | 22 | 23 | 24 | 25 | 26 | 27 | 28 | 29 | 30 |
| - | - | - | - | - | - | - | - | - | -- | -- | -- | -- | -- | -- | -- | -- | -- | -- | -- | -- | -- | -- | -- | -- | -- | -- | -- | -- | -- |

### 1 september
- Anton Rudolph Mauve (85), Nederlands beeldend kunstenaar

### 3 september
- E.E. Cummings (67), Amerikaans dichter en schrijver
- Jozef Gilis (53), Belgisch politicus
- Maurice Mignon (80), Frans literatuurwetenschapper

### 5 september
- Joseph Rock (78), Amerikaans ontdekkingsreiziger en botanicus

### 6 september
- Hanns Eisler (64), Duits componist

### 7 september
- Karen Blixen (77), Deens schrijfster
- Graham Walker (66), Brits motorcoureur en journalist

### 8 september
- Willem Frederik Breman (73), Nederlands musicoloog

### 9 september
- Paavo Aaltonen (42), Fins gymnast

### 10 september
- Johan Feltkamp (66), Nederlands fluitist
- Rudolf Petersen (83), Duits politicus

### 11 september
- Vladimir Artemjev (77), Russisch raketingenieur

### 12 september
- Cornelis den Held (79), Nederlands atleet
- Tjeerd Hylkema (74), Nederlands predikant

### 13 september
- Ulysse Hanotte (61), Belgisch politicus

### 14 september
- Jozef Chalmet (65), Belgisch politicus
- Georges Pernot (82), Frans politicus

### 15 september
- Jozef Weidmann (62), Nederlands missionaris

### 16 september
- Bertus Zuurbier (82), Nederlands politicus

### 18 september
- Therese Neumann (64), Duits zieneres
- François Toch (81), Belgisch politicus

### 20 september
- Conrad Helfrich (75), Nederlands militair leider
- Georg Warnecke (79), Duits rechter en entomoloog
- Curley Weaver (56), Amerikaans gitarist

### 21 september
- Jan van der Bilt (86), Nederlands astronoom
- Marie Bonaparte (80), Frans psychoanalytica, lid Franse adel

### 23 september
- Herbert Annesley Packer (67), Brits militair

### 24 september
- Félix Goethals (71), Frans wielrenner
- Bjørn Rasmussen (77), Deens voetballer

### 25 september
- Willem Frederik Karel Gouwe (64), Nederlands medicus
- Thomas Ohm (69), Duits theoloog

### 26 september
- Elise Menagé Challa (71), Nederlands zangeres

### 28 september
- Knud Kristensen (81), Deens politicus
- Max Oróbio de Castro (75), Nederlands cellist

### 29 september
- Daniel Bernard (48), Nederlands oorlogsmisdadiger
- Gerardus van Koeverden (80), Nederlands politicus

### 30 september
- Anne de Borman (81), Belgisch tennisster

## Oktober

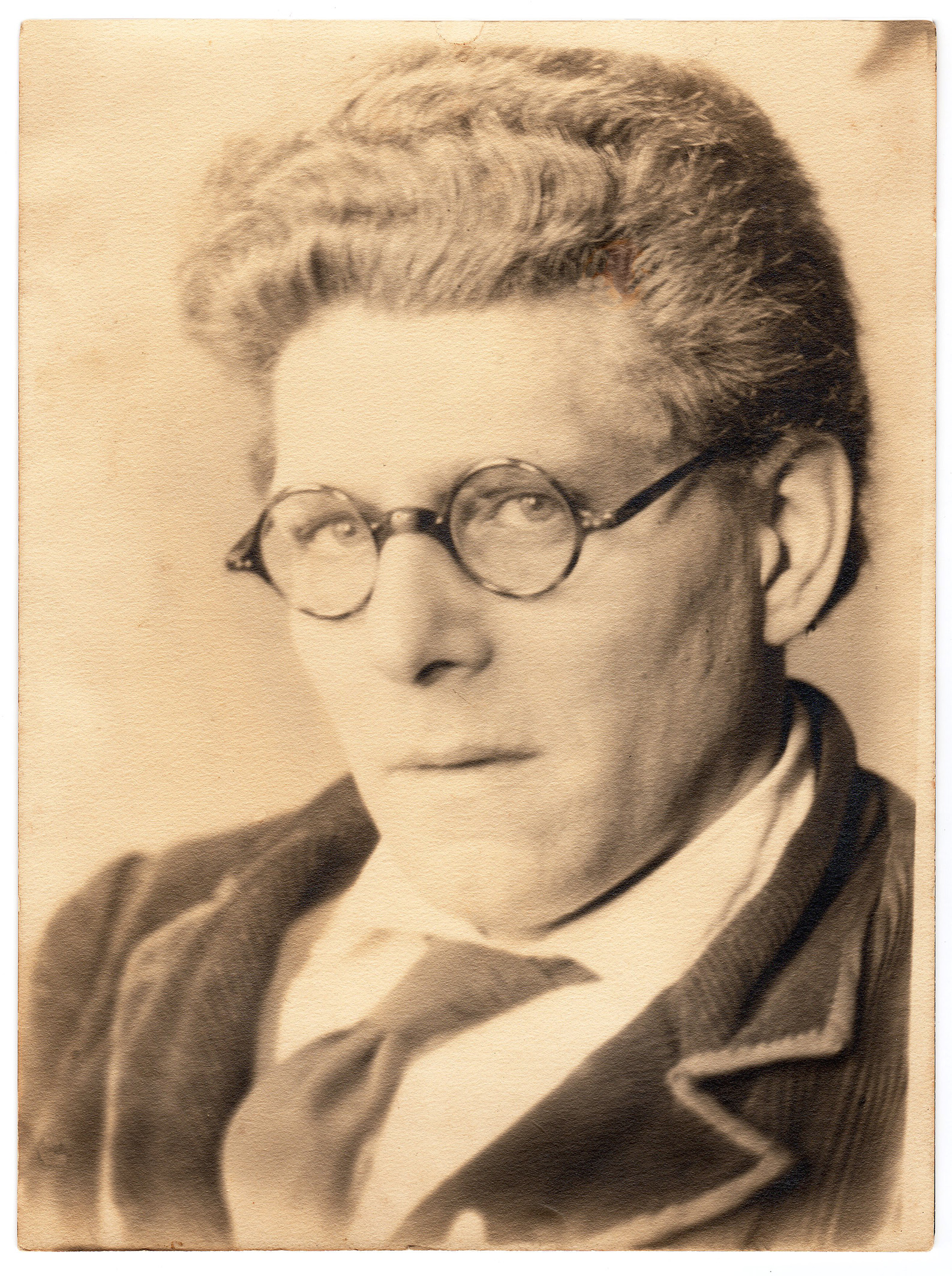
Maurits Dekker
7 oktober

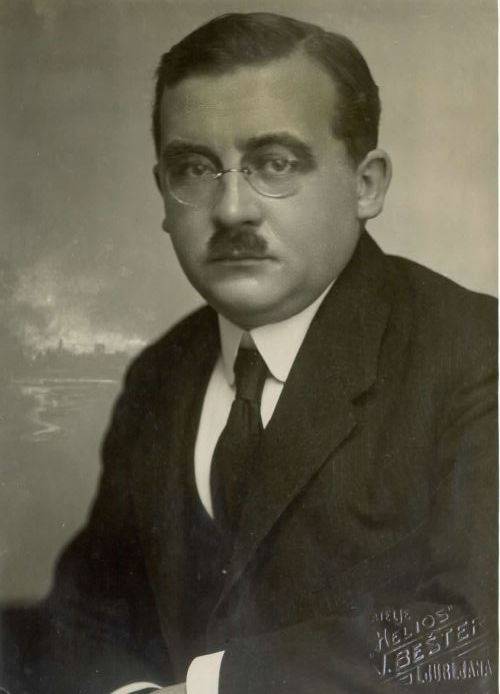
Milan Vidmar
9 oktober

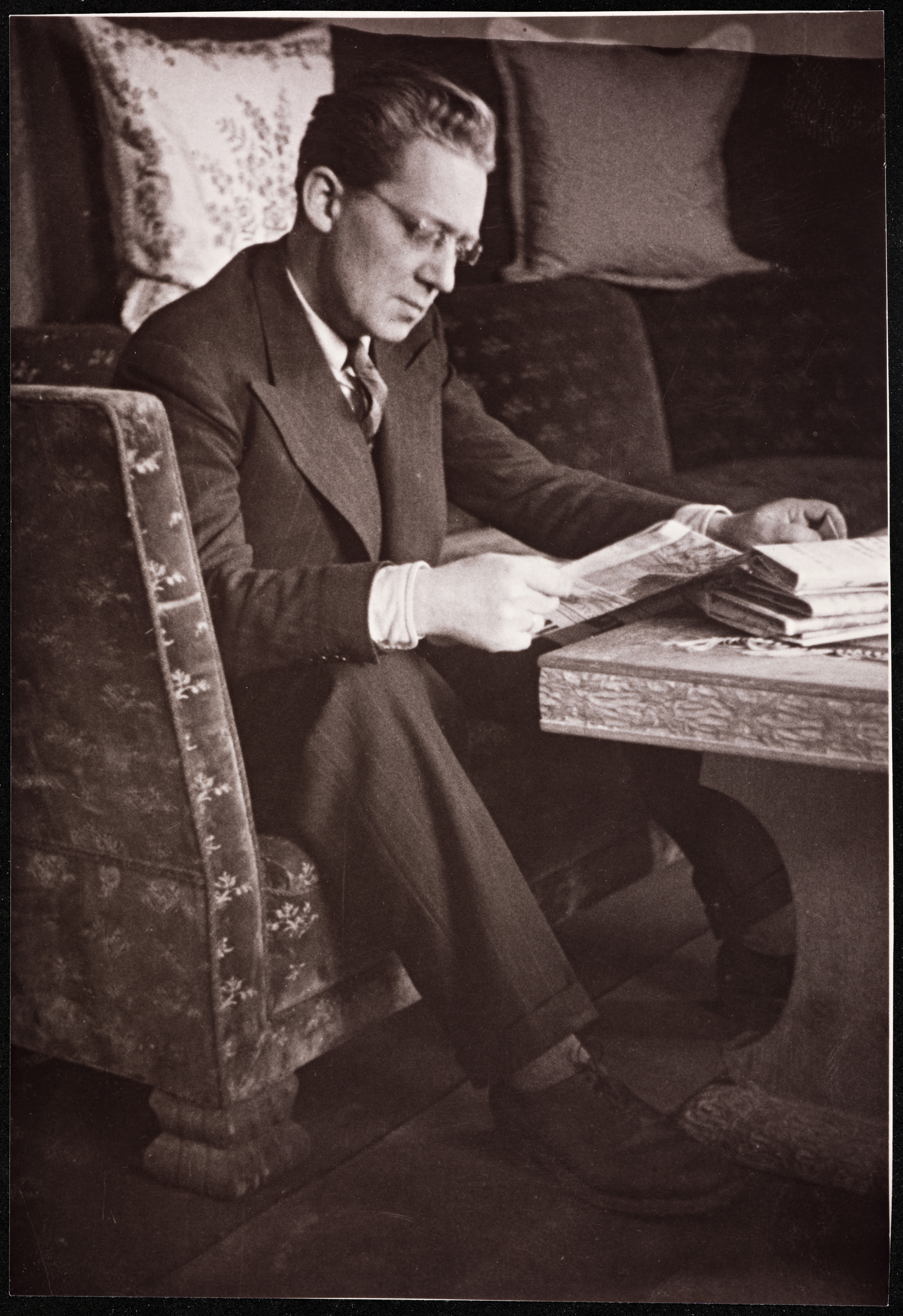
Trygve Gulbranssen
10 oktober

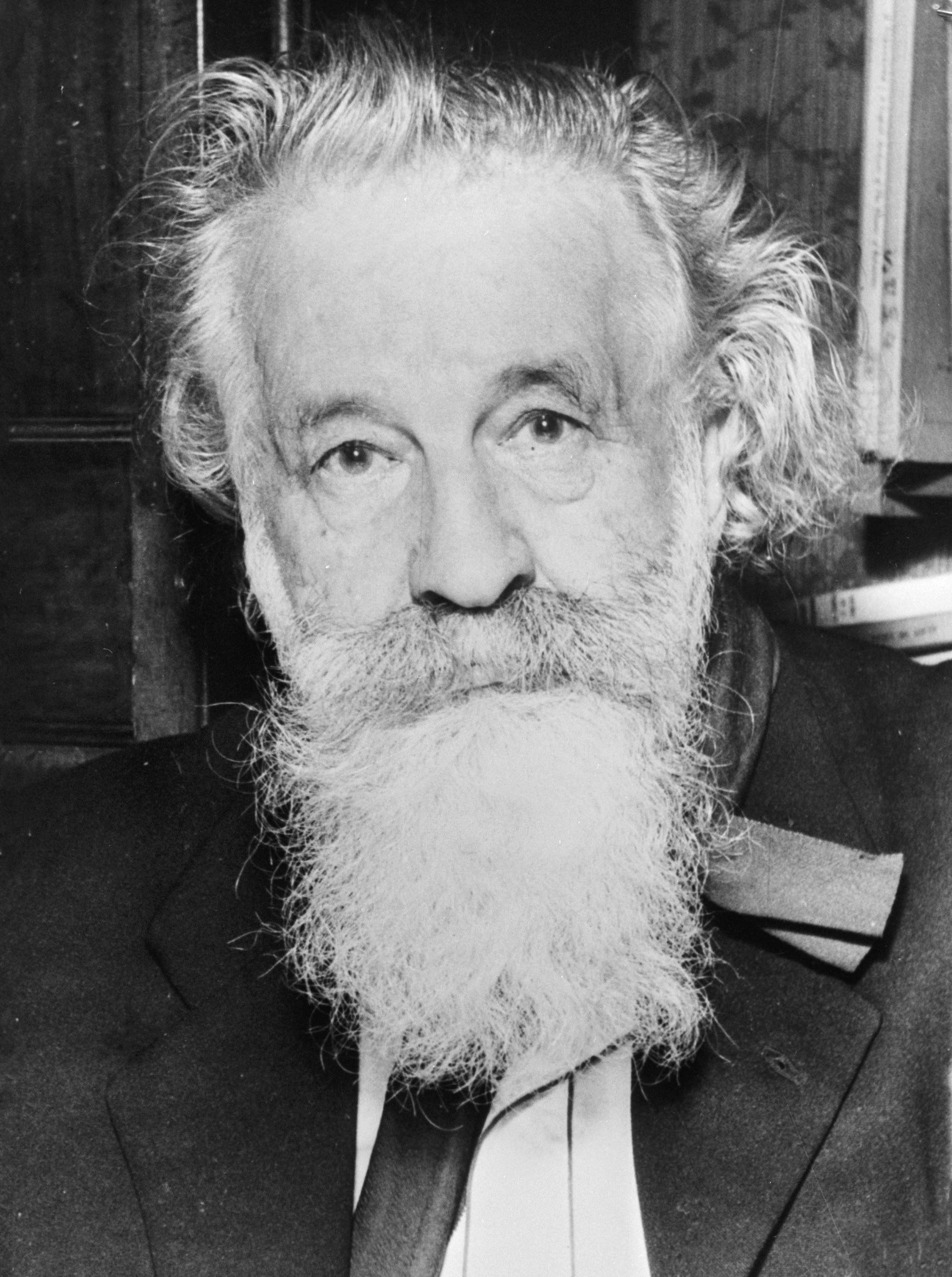
Gaston Bachelard
16 oktober

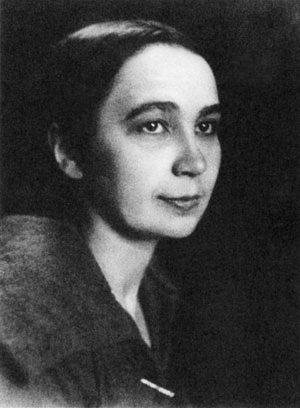
Natalja Gontsjarova
17 oktober

| 1 | 2 | 3 | 4 | 5 | 6 | 7 | 8 | 9 | 10 | 11 | 12 | 13 | 14 | 15 | 16 | 17 | 18 | 19 | 20 | 21 | 22 | 23 | 24 | 25 | 26 | 27 | 28 | 29 | 30 | 31 |
| - | - | - | - | - | - | - | - | - | -- | -- | -- | -- | -- | -- | -- | -- | -- | -- | -- | -- | -- | -- | -- | -- | -- | -- | -- | -- | -- | -- |

### 3 oktober
- Victor Sonnemans (87), Belgisch waterpolospeler

### 5 oktober
- Rasmus Rasmussen (91), Faeröerse politicus en schrijver

### 6 oktober
- Tod Browning (82), Amerikaans filmregisseur

### 7 oktober
- Maurits Dekker (66), Nederlands schrijver
- Henri Oreiller (36), Frans skiër en autocoureur

### 8 oktober
- Solomon Linda (53), Zuid-Afrikaans zanger en musicus

### 9 oktober
- Bruto Mastelli (83), Italiaans componist
- Milan Vidmar (77), Sloveens schaker

### 10 oktober
- Trygve Gulbranssen (68), Noors schrijver

### 11 oktober
- Erich von Tschermak (90), Oostenrijks geneticus en landbouwkundige

### 14 oktober
- Jacques Majorelle (76), Frans kunstschilder

### 16 oktober
- Gaston Bachelard (78), Frans filosoof en schrijver
- Helena Petrovna van Servië (77), lid Servisch koningshuis

### 17 oktober
- Natalja Gontsjarova (81), Russisch kunstschilder
- János Wenk (78), Hongaars waterpolospeler

### 18 oktober
- Barend Coenraad Petrus Jansen (78), Nederlands biochemicus

### 20 oktober
- Betty Holtrop-van Gelder (95), Nederlands actrice en schrijfster

### 21 oktober
- Gerard Adolf Boon (80), Nederlands politicus

### 22 oktober
- Leon Chappelear (53), Amerikaans zanger, gitarist en bandleider
- Dirk Roosenburg (75), Nederlands architect

### 24 oktober
- Lodie Voûte (58), Nederlands verzetsstrijder en diplomaat

### 25 oktober
- Alfred Bertrang (82), Belgisch politicus

### 26 oktober
- Peter Landberg (71), Nederlands werktuigbouwkundige

### 28 oktober
- Joseph Vandevelde (82), Belgisch politicus

### 31 oktober
- Thomas Holenstein (66), Zwitsers politicus

## November

Eleanor Roosevelt
7 november

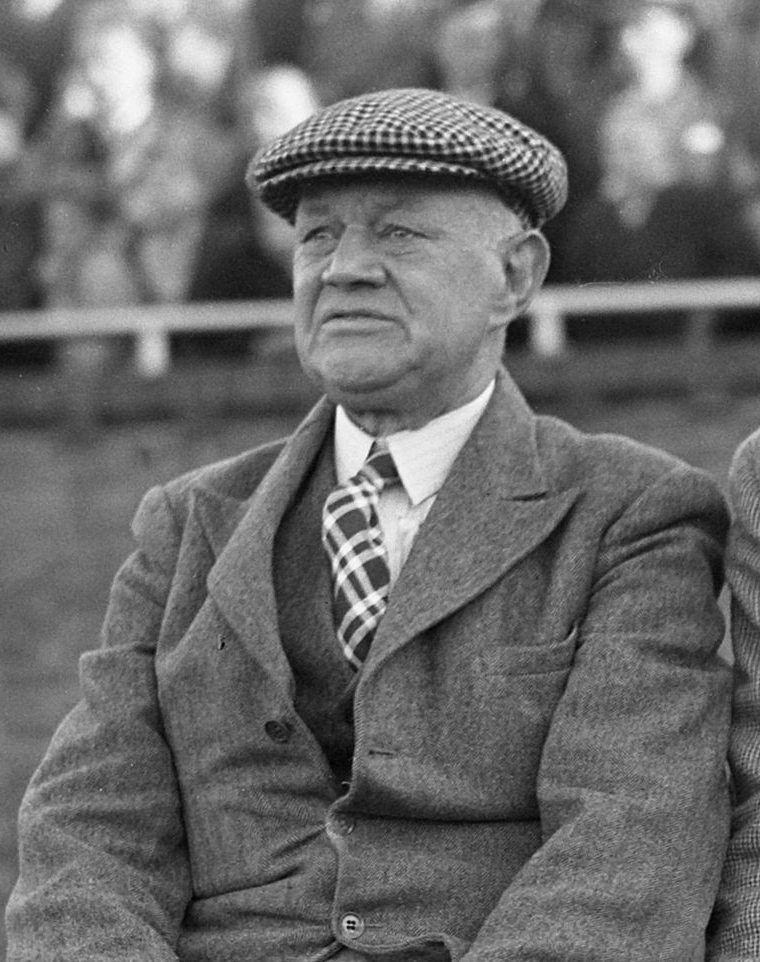
Jack Reynolds
8 november

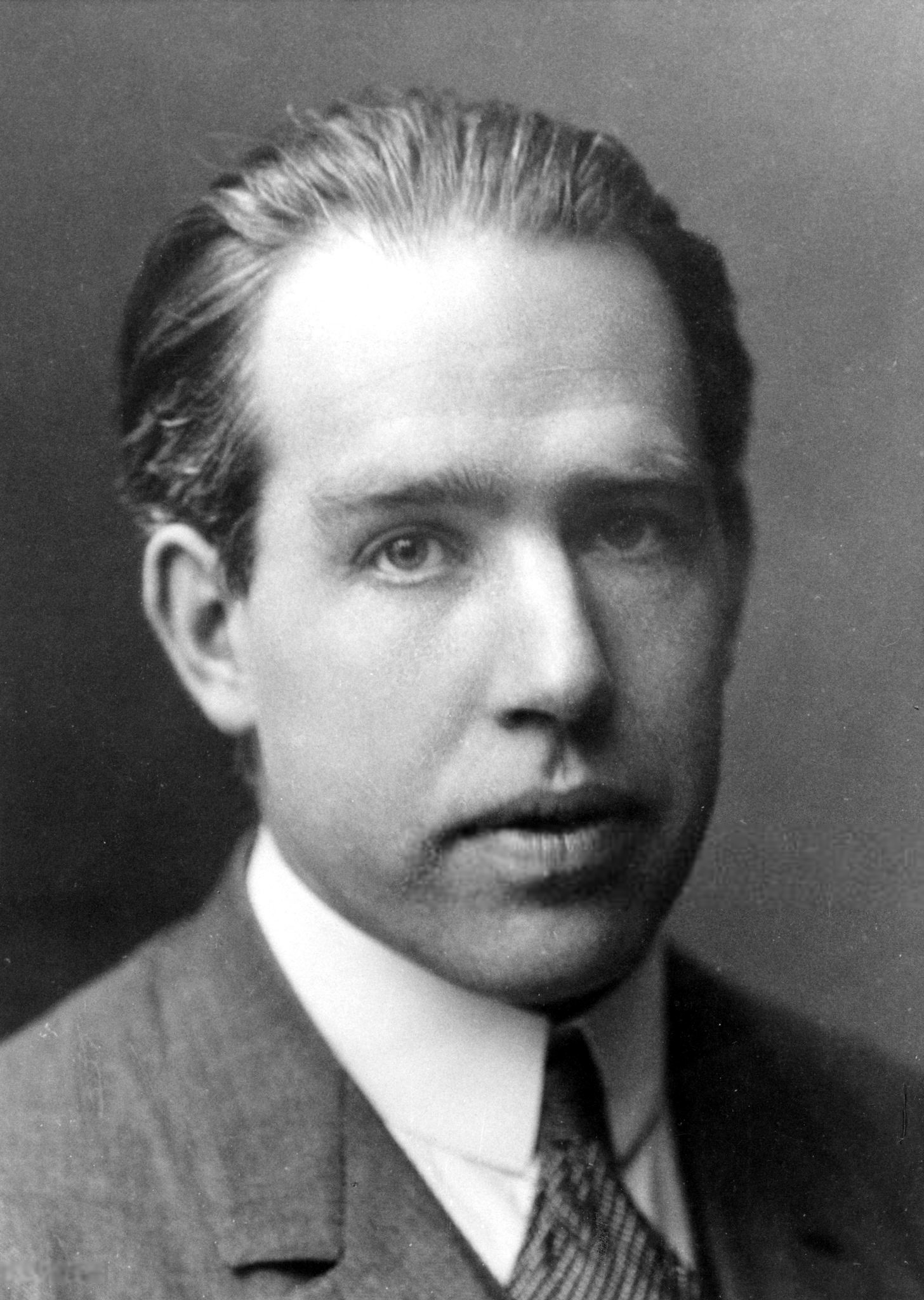
Niels Bohr
18 november

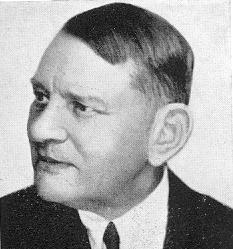
René Coty
22 november

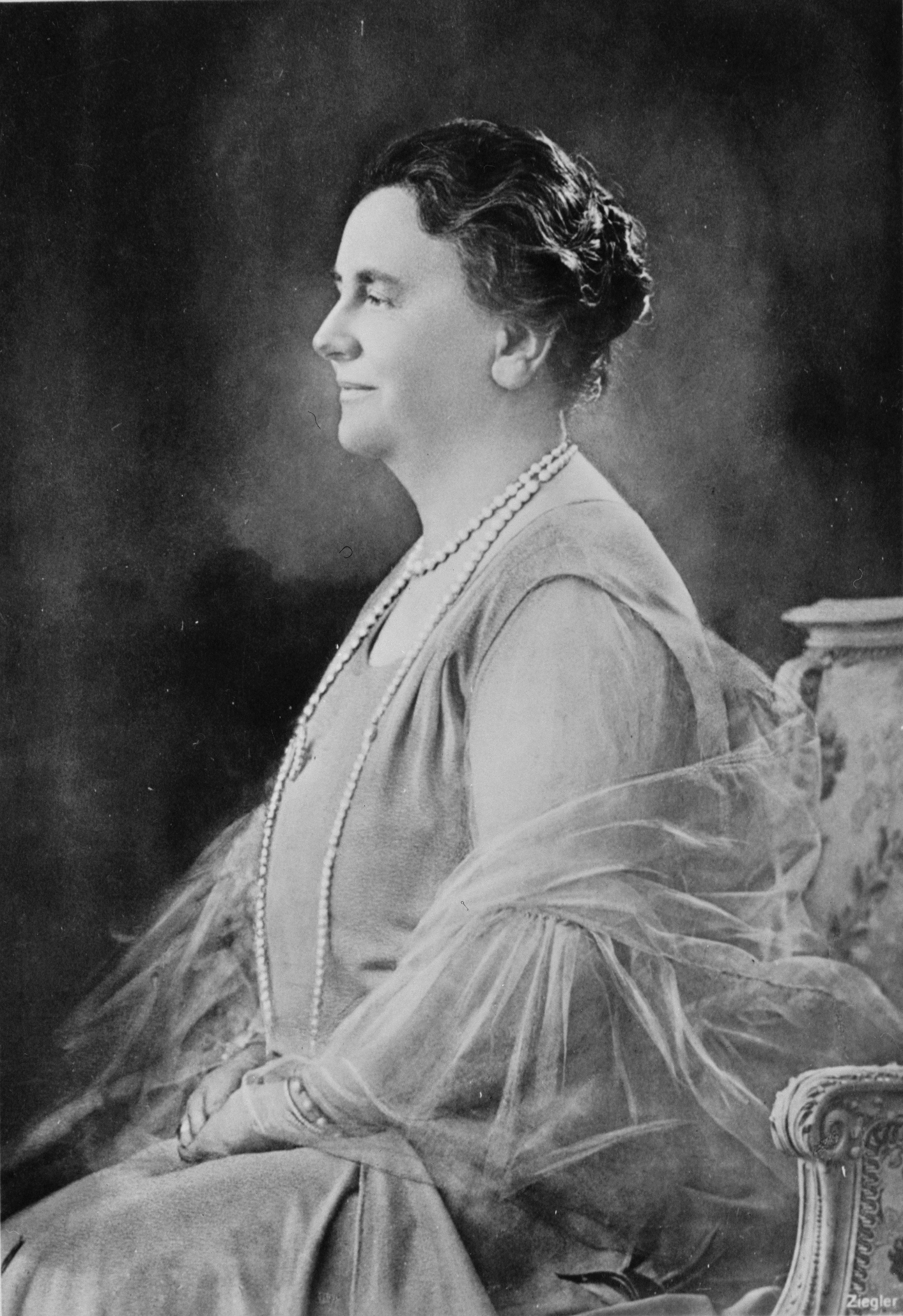
koningin Wilhelmina
28 november

| 1 | 2 | 3 | 4 | 5 | 6 | 7 | 8 | 9 | 10 | 11 | 12 | 13 | 14 | 15 | 16 | 17 | 18 | 19 | 20 | 21 | 22 | 23 | 24 | 25 | 26 | 27 | 28 | 29 | 30 |
| - | - | - | - | - | - | - | - | - | -- | -- | -- | -- | -- | -- | -- | -- | -- | -- | -- | -- | -- | -- | -- | -- | -- | -- | -- | -- | -- |

### 1 november
- Ricardo Rodríguez de la Vega (20), Mexicaans autocoureur

### 3 november
- Anton van Loon (74), Nederlands touwtrekker
- Jan Tulleken (78), Nederlands wielrenner
- Oswald Wenckebach (67), Nederlands beeldhouwer en kunstschilder

### 7 november
- Eleanor Roosevelt (78), Amerikaans presidentsvrouw

### 8 november
- Willis O'Brien (76), Amerikaans animator
- Jack Reynolds (81), Engels voetbaltrainer

### 11 november
- Christiaan Johannes Addicks (91), Nederlands kunstenaar
- Pieter Gerbrands (53), Nederlands atleet
- Joseph Ruddy (84), Amerikaans waterpolospeler

### 12 november
- Roque González Garza (77), Mexicaans politicus

### 17 november
- Stanisław Mielech (68), Pools voetballer

### 18 november
- Niels Bohr (77), Deens natuurkundige

### 19 november
- Jan Steffen Bartstra (75), Nederlands historicus
- Gosling Mol (52), Nederlands componist
- Edy Reinalter (41), Zwitsers skiër

### 20 november
- Piet Elling (65), Nederlands architect

### 21 november
- Karl Mosheimer (67), Oostenrijks componist

### 22 november
- René Coty (80), Frans politicus
- Cornelia Serrurier (82), Nederlands schrijfster

### 23 november
- Louis Bourguignon (78), Belgisch politicus
- Han Friedericy (62), Nederlands schrijver

### 24 november
- Cyril Smith (43), Brits motorcoureur
- Forrest Smithson (78), Amerikaans atleet
- Jan van der Wiel (80), Nederlands schermer

### 27 november
- August Lass (59), Estisch voetballer

### 28 november
- Wilhelmina der Nederlanden (82), koningin van Nederland

### 29 november
- Sergej Aleksandrovitsj Goloenski (67), Russisch rechter
- Erik Scavenius (85), Deens politicus

### 30 november
- Ossip Bernstein (80), Oekraïens-Franse schaker
- Max Vasmer (76), Duits taalkundige

## December

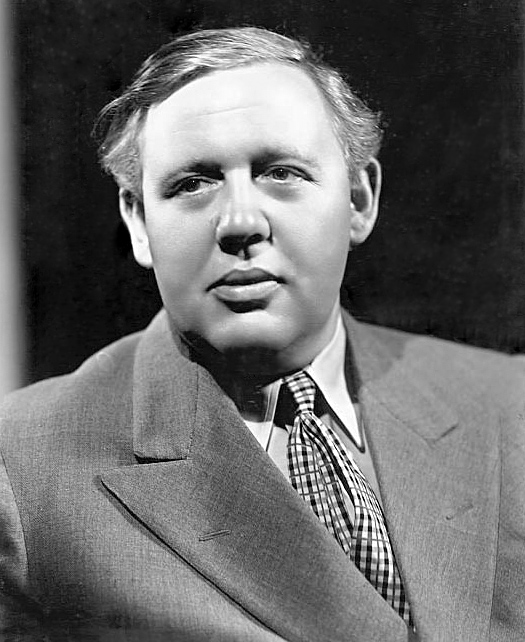
Charles Laughton
15 december

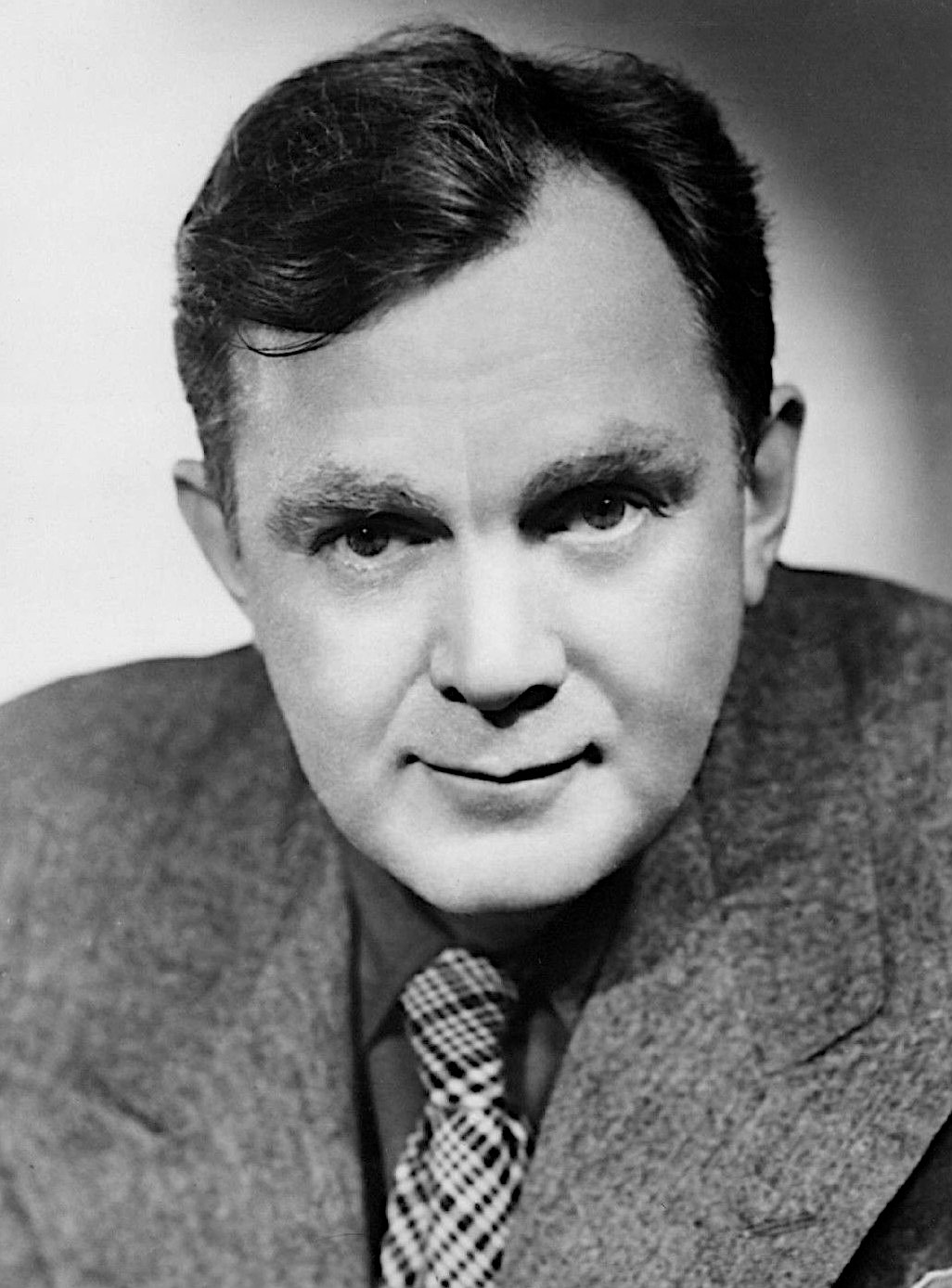
Thomas Mitchell
17 december

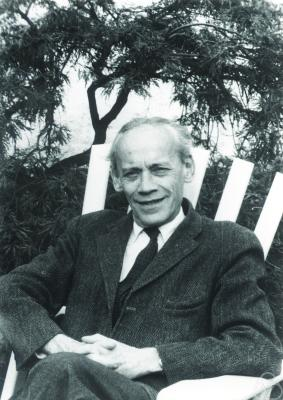
Emil Artin
20 december

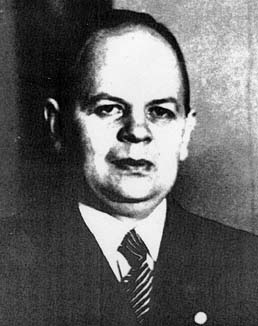
Wilhelm Ackermann
22 december

| 1 | 2 | 3 | 4 | 5 | 6 | 7 | 8 | 9 | 10 | 11 | 12 | 13 | 14 | 15 | 16 | 17 | 18 | 19 | 20 | 21 | 22 | 23 | 24 | 25 | 26 | 27 | 28 | 29 | 30 | 31 |
| - | - | - | - | - | - | - | - | - | -- | -- | -- | -- | -- | -- | -- | -- | -- | -- | -- | -- | -- | -- | -- | -- | -- | -- | -- | -- | -- | -- |

### 1 december
- Gaston Blanquart (85), Frans fluitist

### 3 december
- Kees Slot (53), Nederlands voetballer

### 5 december
- Albert Moulin (70), Belgisch politicus

### 12 december
- David Bueno de Mesquita (73), Nederlands kunstenaar

### 13 december
- Harry Barris (57), Amerikaans jazzcomponist
- John H.D. Cunningham (77), Brits militair
- Georges De Caluwé (73), Belgisch radiopresentator

### 15 december
- Charles Laughton (63), Brits acteur en regisseur

### 17 december
- Thomas Mitchell (70), Amerikaans acteur

### 19 december
- Jean-Marie Charles Abrial (83), Frans militair
- Friedrich Vordemberge-Gildewart (63), Duits kunstschilder

### 20 december
- Emil Artin (64), Oostenrijks wiskundige
- Gertrud van Oostenrijk (62), lid Oostenrijkse adel

### 21 december
- Gary Hocking (25), Zimbabwaans motor- en autocoureur
- Franz Tielemans (56), Belgisch politicus

### 22 december
- Ross McLarty (71), 17e premier van West-Australië

### 24 december
- Wilhelm Ackermann (66), Duits wiskundige
- Donald John Edward MacLeod (91), Nederlands militair en medicus

### 25 december
- Gustaaf Gabriël (86), Belgisch politicus en journalist

### 27 december
- Arthur Maertens (70), Belgisch wielrenner

### 31 december
- Louis-Joseph Kerkhofs (84), Belgisch bisschop
- Jan Maas (62), Nederlands zeiler

## Datum onbekend
- Gabrielle Deman (circa 81), Belgische fotografe en ontdekkingsreizigster

1900 ·
1901 ·
1902 ·
1903 ·
1904 ·
1905 ·
1906 ·
1907 ·
1908 ·
1909 ·
1910 ·
1911 ·
1912 ·
1913 ·
1914 ·
1915 ·
1916 ·
1917 ·
1918 ·
1919 ·
1920 ·
1921 ·
1922 ·
1923 ·
1924 ·
1925 ·
1926 ·
1927 ·
1928 ·
1929 ·
1930 ·
1931 ·
1932 ·
1933 ·
1934 ·
1935 ·
1936 ·
1937 ·
1938 ·
1939 ·
1940 ·
1941 ·
1942 ·
1943 ·
1944 ·
1945 ·
1946 ·
1947 ·
1948 ·
1949 ·
1950 ·
1951 ·
1952 ·
1953 ·
1954 ·
1955 ·
1956 ·
1957 ·
1958 ·
1959 ·
1960 ·
1961 ·
1962 ·
1963 ·
1964 ·
1965 ·
1966 ·
1967 ·
1968 ·
1969 ·
1970 ·
1971 ·
1972 ·
1973 ·
1974 ·
1975 ·
1976 ·
1977 ·
1978 ·
1979 ·
1980 ·
1981 ·
1982 ·
1983 ·
1984 ·
1985 ·
1986 ·
1987 ·
1988 ·
1989 ·
1990 ·
1991 ·
1992 ·
1993 ·
1994 ·
1995 ·
1996 ·
1997 ·
1998 ·
1999 ·
2000 ·
2001 ·
2002 ·
2003 ·
2004 ·
2005 ·
2006 ·
2007 ·
2008 ·
2009 ·
2010 ·
2011 ·
2012 ·
2013 ·
2014 ·
2015 ·
2016 ·
2017 ·
2018 ·
2019 ·
2020 ·
2021 ·
2022 ·
2023 ·
2024 ·
2025